# Palazzina dei Mulini

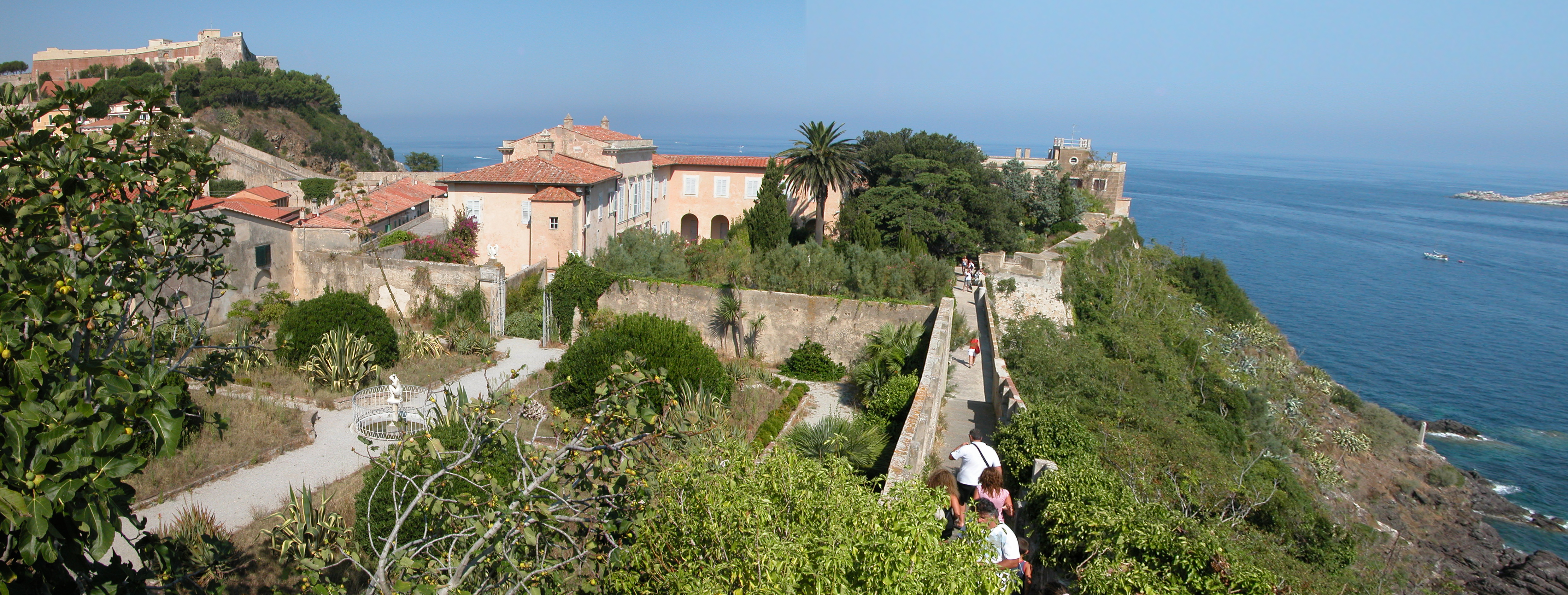
Villa Mulini a Portoferraio

La Palazzina dei Mulini, detta anche Villa dei Mulini, è stata una delle due residenze di Napoleone Bonaparte a Portoferraio durante il suo esilio all'isola d'Elba (4 maggio 1814 - 26 febbraio 1815). Era una residenza destinata soprattutto alla vita pubblica e di rappresentanza dell'imperatore in esilio, mentre la sua vita privata si svolgeva nella vicina Villa di San Martino.

## Storia

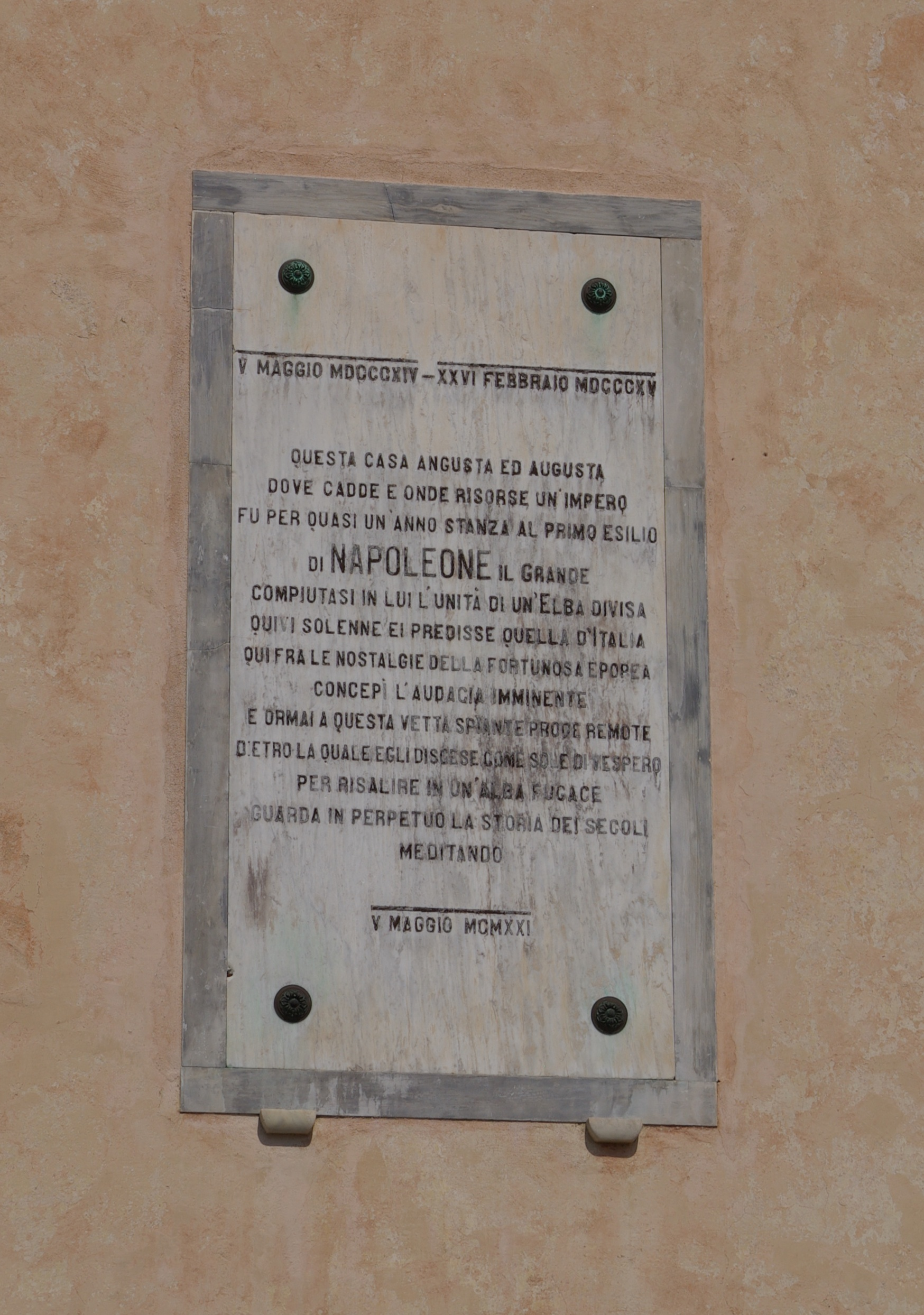
Targa che ricorda l'imperatore

Nel 1724 il granduca di Toscana Gian Gastone de' Medici fece costruire nella zona sommitale del promontorio di Portoferraio - dove si trovavano alcuni mulini a vento - una casetta provvista di cisterna, destinata a diventare l'abitazione del giardiniere del Governatore che allora abitava nel Forte Stella. Nei pressi vennero costruite le carceri e una casa per il giudice. Nelle immediate vicinanze venne prevista anche un'area destinata a teatro al servizio delle guarnigioni. La casa del giudice, inoltre, fu ingrandita nel 1787 e divisa in due zone: una per il comandante di artiglieria e l'altra per il comandante del Genio.
Con l'arrivo di Napoleone nel 1814 l'edificio fu modificato sotto le sue direttive e diventò presto la residenza ufficiale dell'imperatore sull'isola, utilizzata quindi anche per ricevimenti e feste.
In seguito alla partenza di Napoleone, dopo il 1815 il fabbricato fu abbandonato fino all'arrivo dei Lorena e da allora ebbe una destinazione prettamente militare. Infine nel periodo tra le due guerre fu costruito sul bastione l'edificio della Colombaia come stazione per i piccioni viaggiatori.
Il Centenario della morte di Napoleone nel 1921 fu forse la prima occasione in cui gli elbani si trovarono a meditare sulla sorte della residenza dell'imperatore: la residenza che era stata dell'imperatore, dal 1880 proprietà dello Stato, era all'epoca chiusa e abbandonata. Nel 1927 venne data in consegna, con uno dei giardini, il teatro e il relativo terreno adiacente, al Ministero della Pubblica Istruzione; restavano esclusi i fabbricati delle scuderie e lo spazio a ponente e a mezzogiorno del teatro, in uso all'Amministrazione militare.
Per tutelare infine la scogliera sottostante la Palazzina e impedire che il Comune potesse dare l'intera zona in concessione per uso orticolo, il 7 agosto 1941 la Soprintendenza notificò al Podestà di Portoferraio il particolare interesse di tale scogliera dichiarandola soggetta alle disposizioni della legge 778 del 1922 in materia di tutela delle bellezze naturali e degli immobili di particolare interesse storico. In merito all'utilizzazione della Palazzina, nel novembre 1934 la Soprintendenza propose al Ministero di destinarla alla raccolta di oggetti e cimeli napoleonici, fra i quali la biblioteca che Napoleone aveva lasciato alla città e che doveva costituire il fulcro di un museo napoleonico; alla biblioteca si sarebbero aggiunti oggetti e mobili acquistati dal Comune e altri prelevati dalle raccolte statali e da palazzi e ville reali.
Durante la guerra continuarono i lavori e l'attività della Soprintendenza. Dopo i devastanti bombardamenti subiti da Portoferraio nel 1944, il Comune decise di alloggiare presso la Palazzina alcune famiglie di sfollati: questa fu la prima di una serie di iniziative prese tra il 1944 e il 1945 dalle autorità locali che, per risolvere la grave situazione d'emergenza, destinarono la palazzina a usi diversi, suscitando invano le proteste delle Soprintendenze di Firenze e di Pisa. La villa divenne, oltre che alloggio di sfollati, sede di uffici del Genio Civile e di associazioni civili e politiche; il teatro fu requisito e utilizzato per un certo periodo come garage per gli automezzi del servizio di bonifica campi minati.

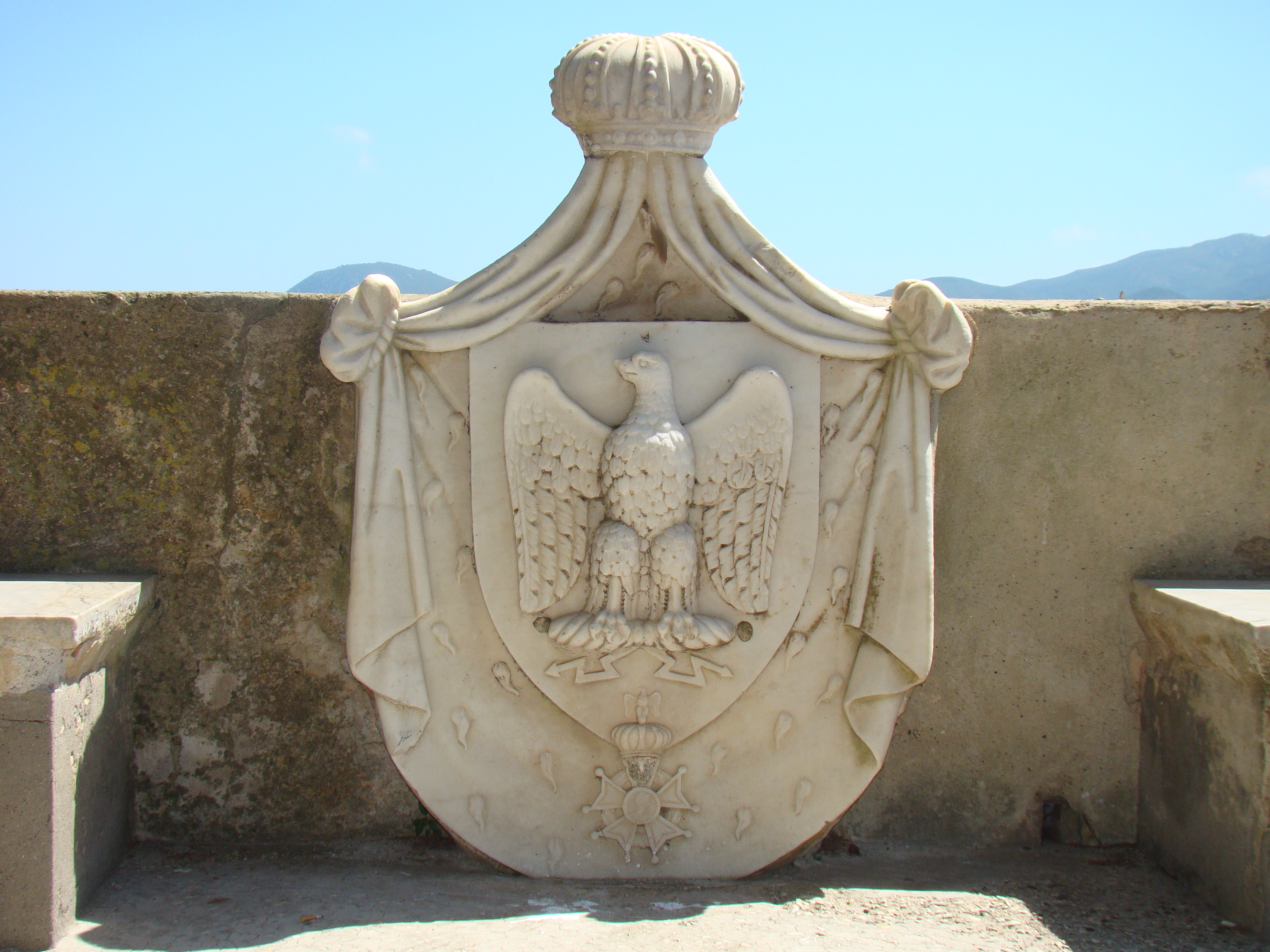
Stemma imperiale

Nel marzo 1945 il Pretore di Portoferraio informò il Ministero di Grazia e Giustizia che le carceri situate da alcuni anni nei bastioni medicei di San Carlo avevano subito danni irrimediabili a causa dei bombardamenti del 1943-1944. Proponeva quindi di utilizzare l'edificio della Colombaia e il teatro napoleonico come carcere per lo smistamento dei detenuti condannati ai lavori forzati.
La Soprintendenza, informata di questo progetto, chiese l'intervento del Ministero per impedirne l'attuazione che avrebbe significato l'annullamento del complesso progetto di valorizzazione dei luoghi napoleonici che si intendeva attuare. In considerazione inoltre del fatto che la Colombaia non era più utile all'Amministrazione militare, chiese anche l'interessamento del Ministero per ottenerne la cessione in modo da eliminare così ogni ingerenza diretta o indiretta del Comune di Portoferraio sui luoghi napoleonici dell'Elba.
Il sindaco intanto informò il Pretore che non sarebbe stata gradita dai cittadini l'ubicazione del carcere nella Colombaia perché i detenuti potevano essere veicoli di malattie polmonari e infettive.
Il Pretore rimase comunque del suo parere di destinare le zone previste ad alloggio di detenzione, anche tenuto conto delle precarie condizioni dei locali, in parte adibiti a deposito di attrezzi e fieno, ad alloggio del custode, bottega di falegname, ecc.
Mancando però l'approvazione della Sovrintendenza di Pisa al progetto del Pretore, quest'ultimo si sarebbe quindi dovuto orientare verso altri immobili di Portoferraio (per esempio la caserma De Laugier o quella dei pompieri) che meglio rispondevano alle esigenze di un carcere.
Nell'aprile 1948 il Soprintendente di Firenze chiese ufficialmente al Ministero delle Finanze l'assegnazione dei tre giardinetti, delle scuderie, del bastione con la Colombaia e la scogliera tra Forte Falcone e il bastione delle Viste per ricostruire interamente il complesso degli immobili e terreni attinenti alla reggia napoleonica.
Tra il 1946 e il 1955 vennero effettuati vari lavori di restauro, in particolare nella zona del teatro gravemente danneggiata. La consegna dei lavori venne infine formalizzata nel 1964. 
Da tale data la Villa dei Mulini è a tutti gli effetti un museo napoleonico aperto al pubblico.

## Descrizione
L'edificio si trova a Portoferraio, nella parte alta e più antica del centro storico, proprio in mezzo ai due forti principali delle fortezze medicee portoferraiesi: il Forte Falcone e il Forte Stella. Vi si può giungere tramite una scalinata (chiamata appunto Salita Napoleone).
La posizione in cima a un alto sperone roccioso particolarmente esposto ai forti venti, fu originariamente utilizzata per la costruzione di quattro mulini; queste costruzioni furono distrutte prima dell'arrivo all'Elba di Napoleone dalle autorità francesi (1808).

### Architettura

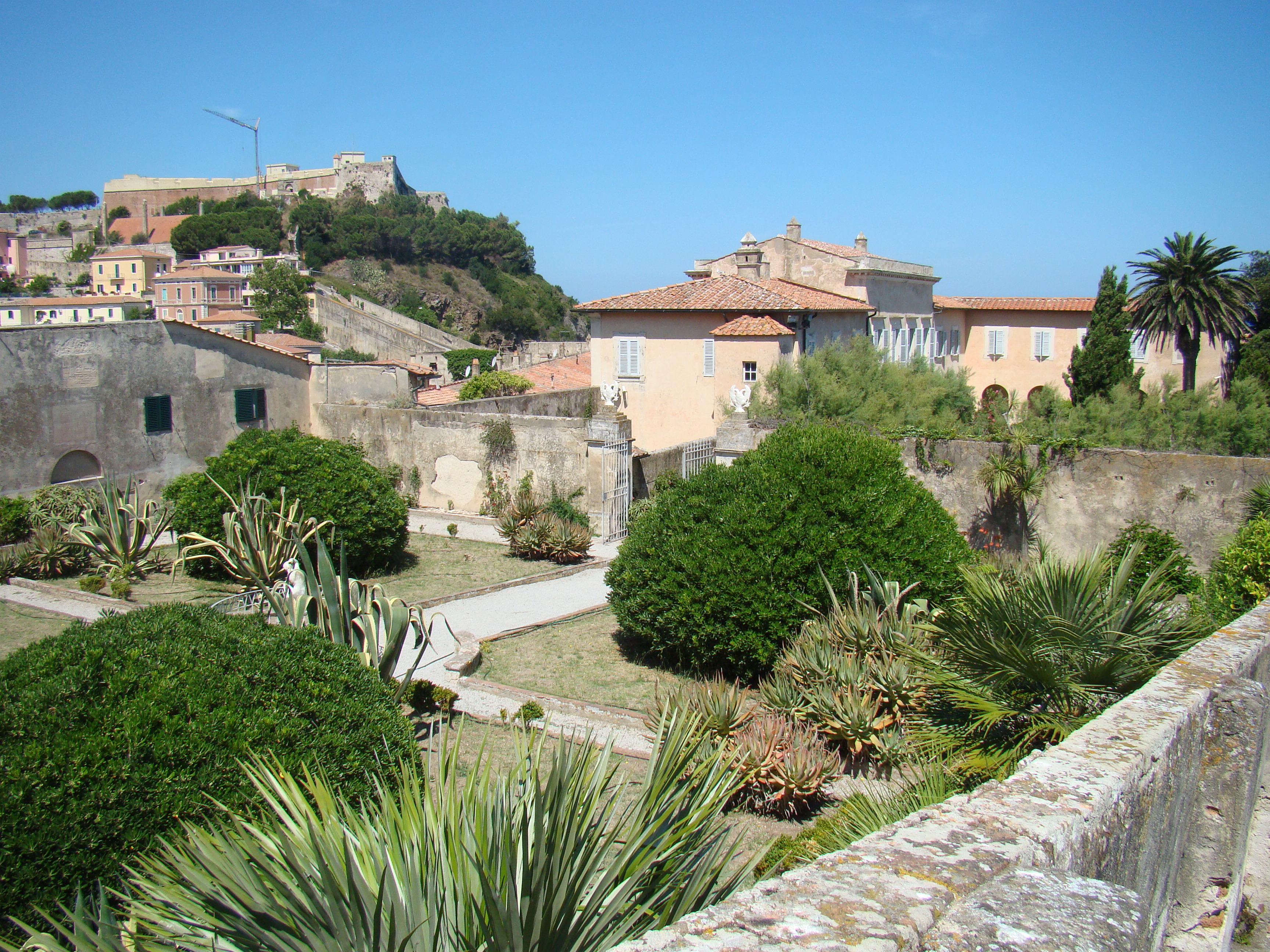
Veduta della villa dall'alto

Napoleone fissa la sua residenza in un edificio settecentesco, già sede dell'Artiglieria e del Genio. Il fabbricato, costituito da due padiglioni raccordati da un corpo centrale a un solo piano comprendeva anche i giardini circostanti e alcuni piccoli annessi già usati dal governatore dell'isola, disposti sui terrazzamenti che salivano verso il forte Stella. Sull'altro lato, in direzione dei mulini che occupavano la punta del bastione, vi era lo stabile di un teatro settecentesco. In direzione della città il bastione confinava direttamente con i padiglioni militari, destinati ad alloggio per gli ufficiali.
L'intervento di Napoleone conferì unità all'intero bastione che venne recintato completamente. L'edificio fu sopraelevato nella parte centrale ricavando il grande salone delle feste, mentre gli ambienti interni subirono varie trasformazioni realizzate da Paolo Bargigli secondo le precise indicazioni impartite dallo stesso Napoleone. I programmi tuttavia vennero più volte interrotti e sospesi non solo nell'impianto architettonico ma anche nell'impiego degli elementi decorativi e di arredo.
Paolo Bargigli, che deve la sua fortuna agli incarichi avuti a Massa e Lucca da Elisa Baciocchi sorella di Napoleone, fu l'unico tra gli architetti italiani del periodo imperiale che accettò di seguire l'imperatore all'Elba e con lui collaborò il giovane architetto elbano Luigi Bettarini che intervenne nella sistemazione del teatro adiacente al palazzo.
Il teatro venne strutturato con una serie di piani mobili in modo da poter essere utilizzato come sala per le feste e come sala da pranzo, e le sue pareti vennero decorate dal pittore Vincenzo A. Revelli. I piazzali e i gradoni affacciati sul mare furono unificati in un giardino nel quale Napoleone dispose un viale di aranci con altre essenze acquistate a Firenze e Genova. Nonostante la presenza dell'esperto giardiniere di Elisa a Piombino, Hollard, sono documentate le dirette attenzione dell'imperatore in questo come negli altri giardini che organizzò attorno alle sue residenze elbane. Non a caso nelle immagini relative al soggiorno nell'isola ricorre il tema frequente del giardino di San Martino, e ancora di più quello dei Mulini.
La villa fu arredata con mobilio proveniente dal palazzo di Elisa di Piombino. Questo mobilio è andato però disperso: oggi nella villa si trovano pezzi presi da Palazzo Pitti e dai depositi della Soprintendenza di Pisa.

### Arredi

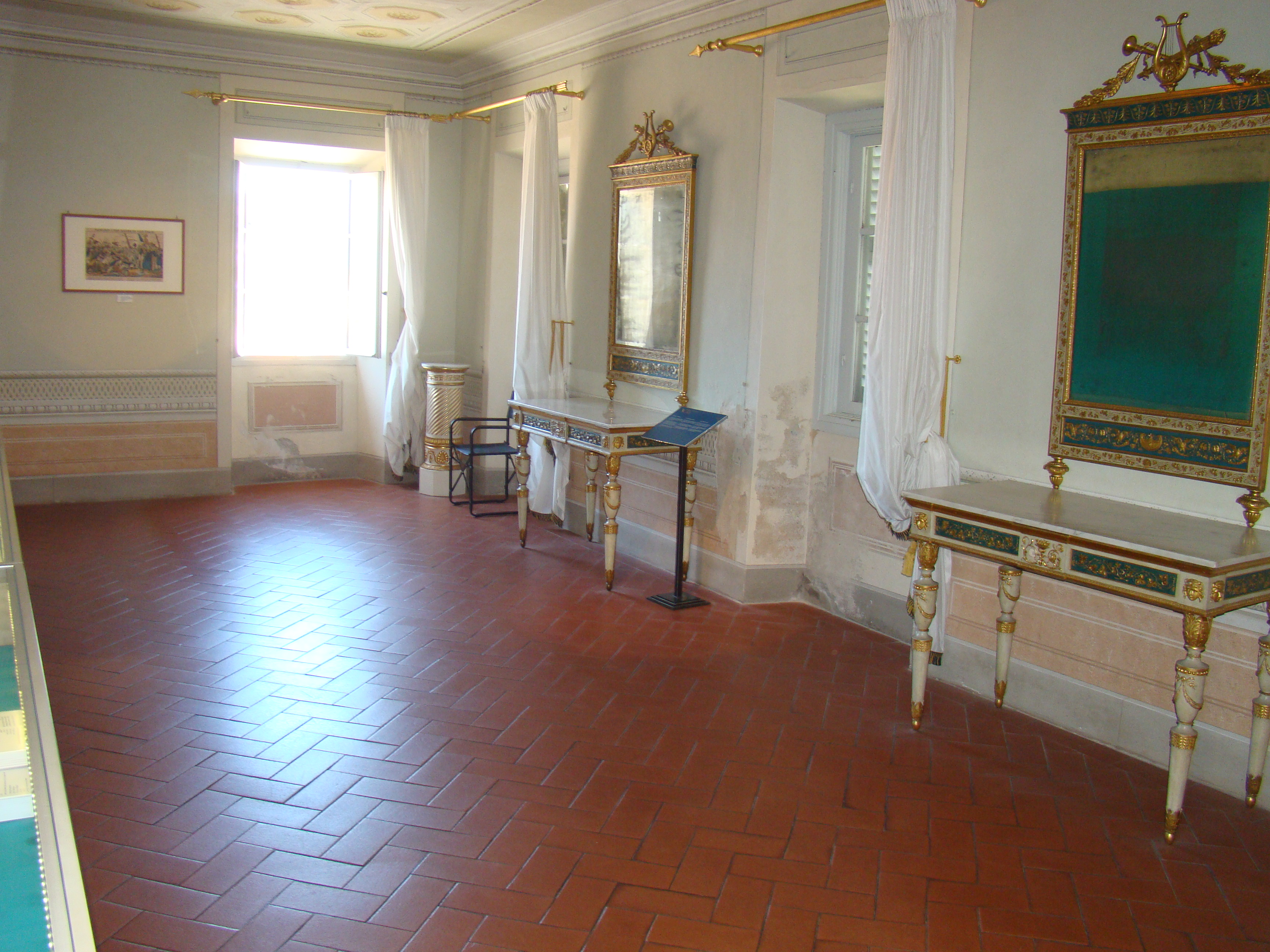
Arredi

L'attenzione di Napoleone non si limitò alla disposizione degli ambienti, ma si indirizzò anche verso la qualificazione degli elementi di arredo: le tappezzerie, i tendaggi, le finiture, i quadri, il mobilio che fa pervenire dal palazzo di Elisa a Piombino.
Con l'improvviso ritorno in Francia, l'arredo venne disperso; in parte rientrò in possesso della sorella di Napoleone Paolina, e in parte fu asportato dai personaggi della corte elbana.

## Percorso espositivo

### Piano terra, prima parte

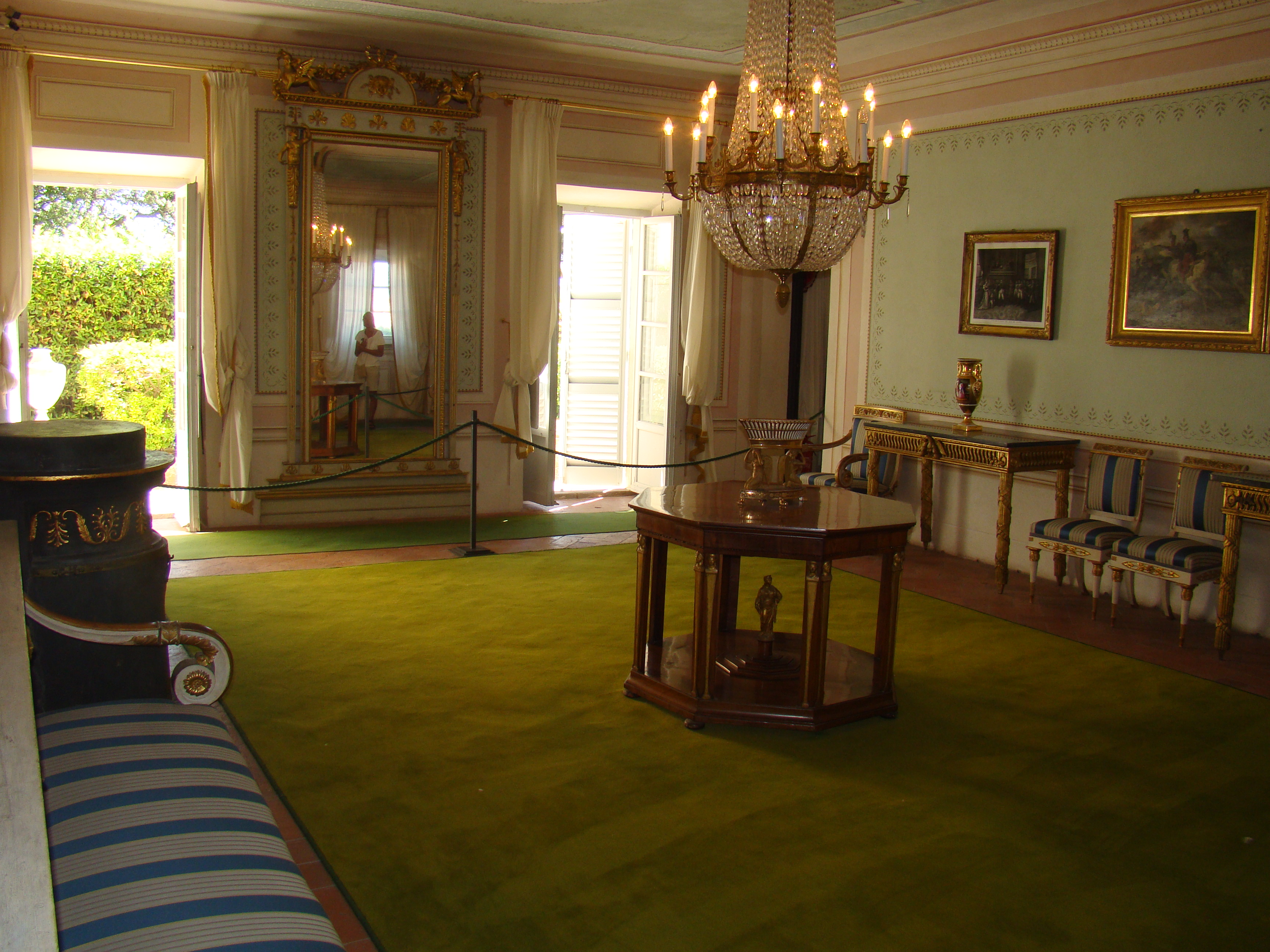
Piano terra

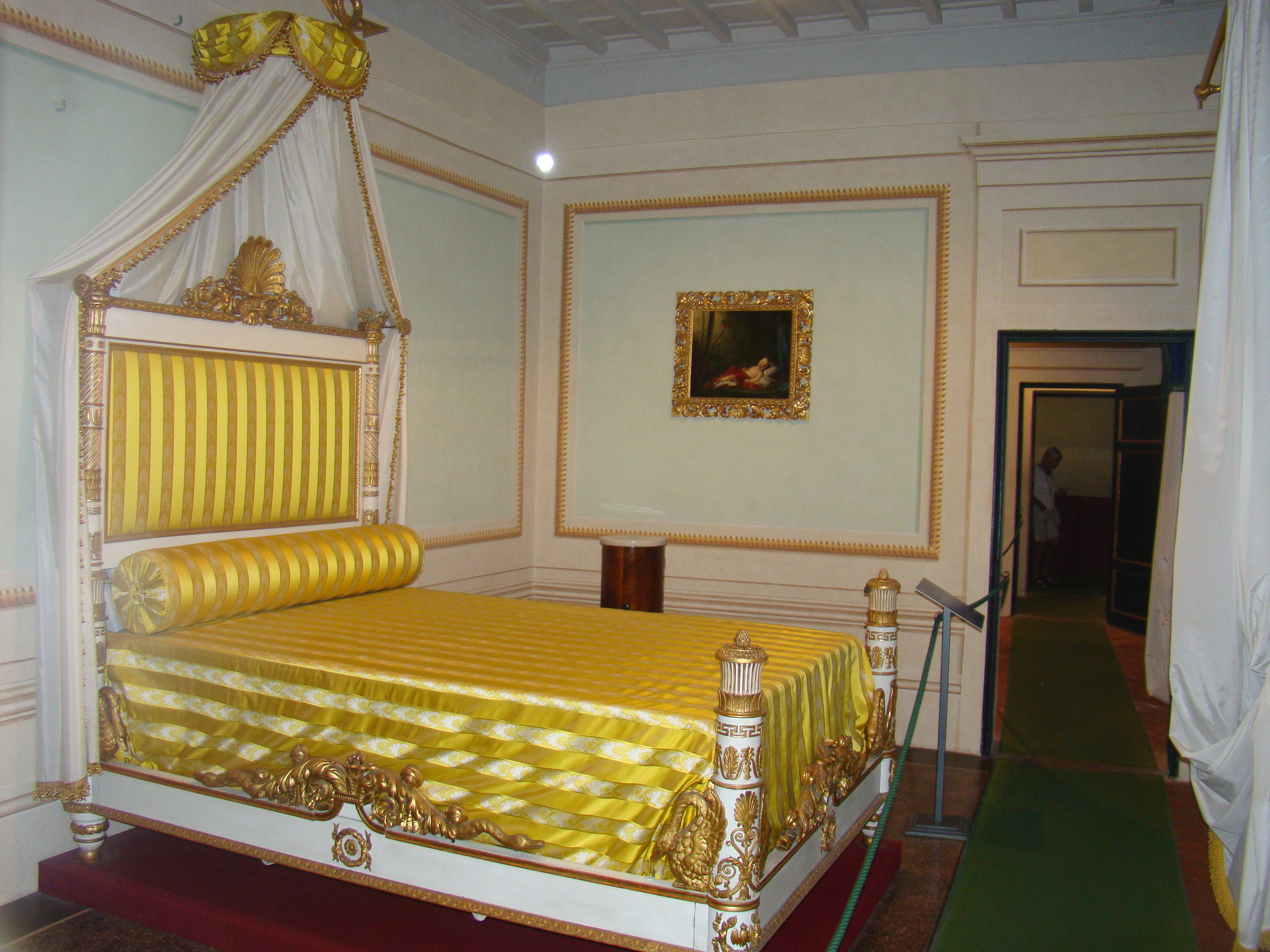
Camera da letto di Napoleone

La Galleria, ampio salone ottenuto riunendo due stanze, offre due splendidi affacci, uno interno sul giardino e uno sulla strada di accesso alla villa. L'ambiente, con il soffitto decorato a velario, era originalmente arredato con mobili provenienti in parte da Fontainebleau. Adibito a sala di rappresentanza, veniva impiegato da Napoleone per ricevere le visite non ufficiali.
L'arredo attuale, databile al primo quarto dell'Ottocento, restituisce l'originaria atmosfera. Interessanti le stampe sugli episodi della vita dell'imperatore e i dipinti Napoleone al valico del San Bernardo, copia dal David, e il Generale G. A. Poniatowskj, copia di un'opera di Horace Vernet.
La Biblioteca aveva quattro librerie e un tavolino coperto da un ampio tappeto. La raccolta, costituita da un nucleo librario di oltre 2.000 volumi, riflette il profilo di uomo colto e appassionato di lettura. Rimangono attualmente ai Mulini i volumi provenienti da Fontainebleau e alcune opere di diversa origine. I libri, legati in marocchino rosso, recano sul dorso e sui piatti esterni la N dorata e impressa insieme allo stemma imperiale. Il leggio in legno dorato, di produzione italiana, si ispira all'originale di Schonbrunn.
Si noti sopra il caminetto la specchiera lucchese in puro stile Impero, proveniente da collezione privata.
La camera da letto di Napoleone è arredata da mobili di manifattura italiana databili al primo Ottocento. Il letto, riccamente intagliato con decorazioni in oro, è appartenuto, secondo la tradizione, allo stesso Napoleone.
Da notare, collocati sulle consolles, il vaso d'epoca in fine porcellana e la coppia di candelieri opera di bronzisti francesi.
Alle pareti Letizia Bonaparte sul letto di morte, disegno di Andrea Gasparini datato 1836, raffigurante la madre di Napoleone e l'effigie in bronzo del sovrano. Durante la presenza dell'imperatore, la stanza era invece adornata da due ritratti della moglie, l'imperatrice Maria Luisa, e del figlio. Secondo l'allestimento originale troviamo attualmente, a destra del letto, il raffinato Re di Roma, appellativo che veniva attribuito all'erede di Napoleone, copia del celebre dipinto di Pierre Paul Prud'hon.
L'anticamera presenta attualmente una piccola galleria di incisioni d'epoca che raffigurano episodi salienti della vita di Napoleone. Notevole il mobile con applicazioni in bronzo dorato e paraste laterali terminanti in teste egizie che si avvicina al gusto degli ebanisti presenti alla corte di Elisa Baciocchi.

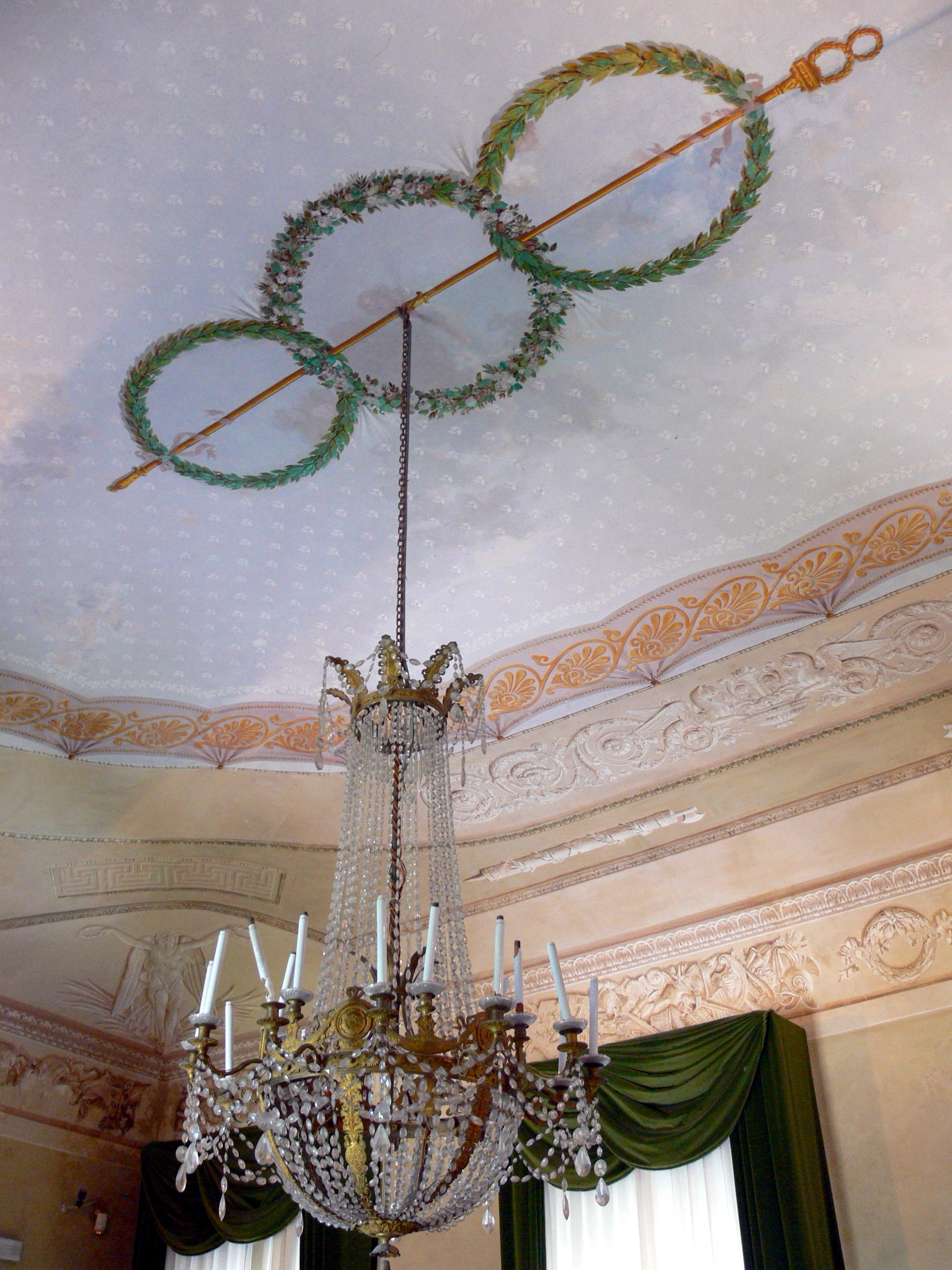
Il velario della galleria
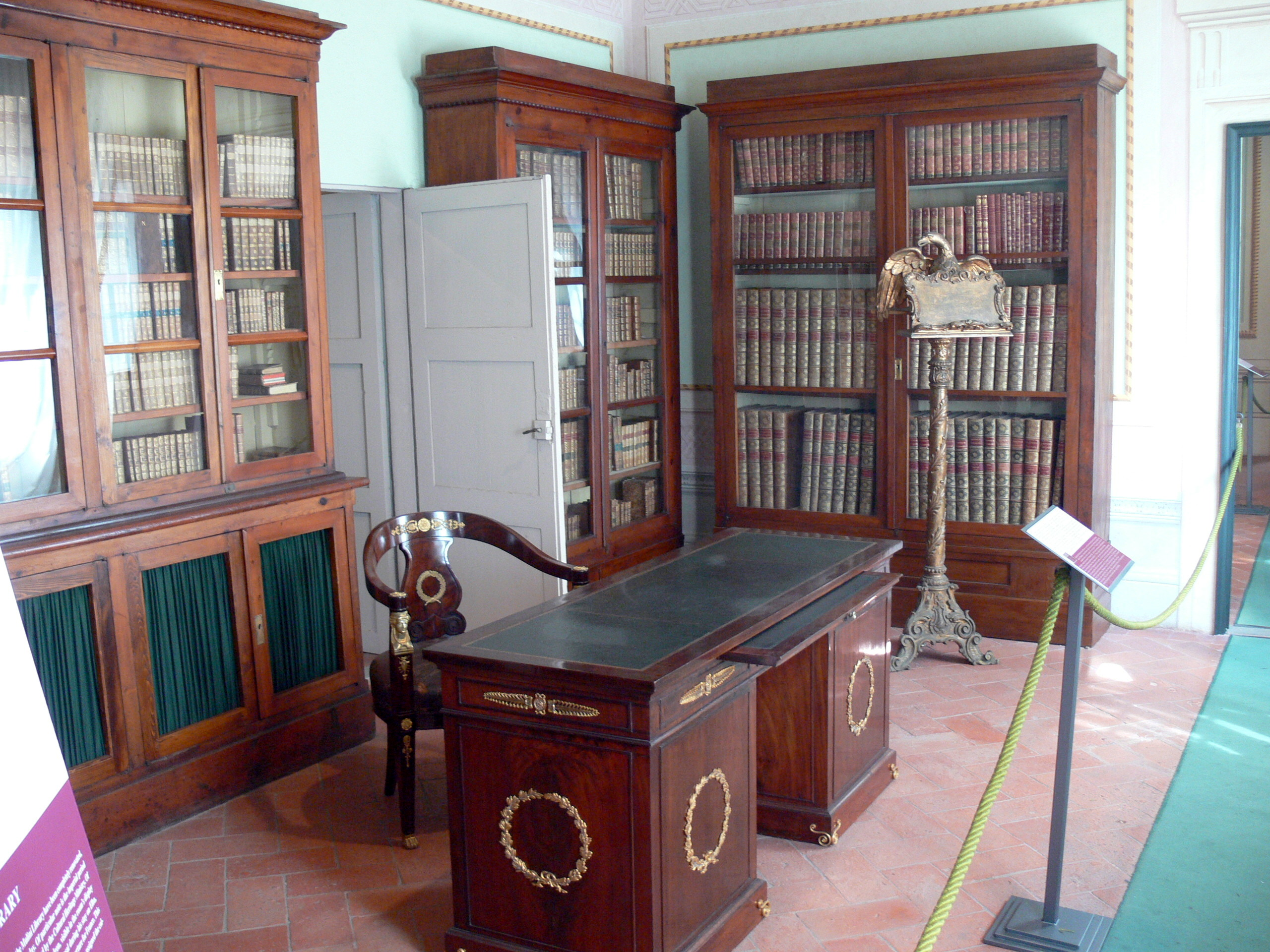
La biblioteca
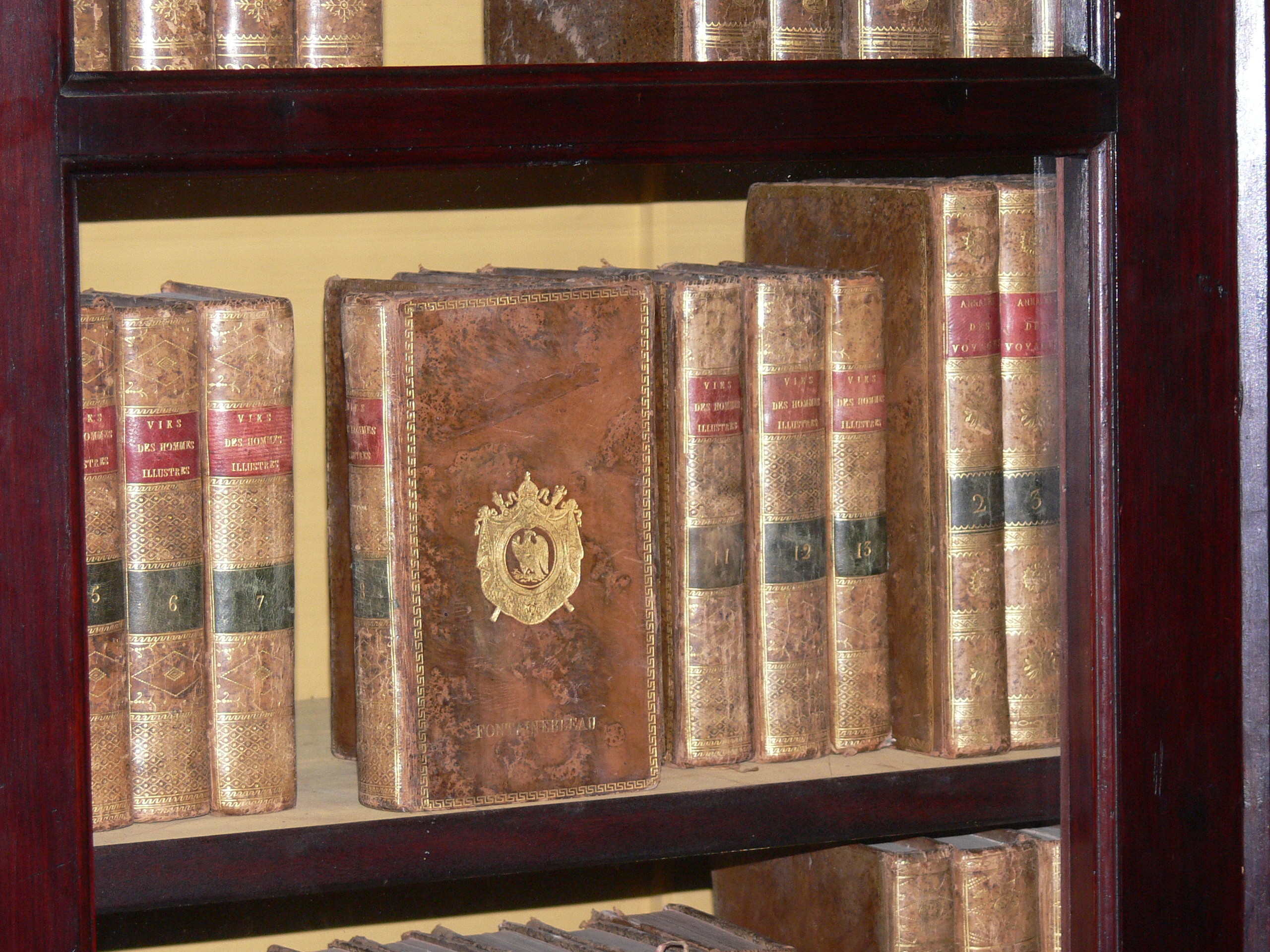
Libri rilegati con l'insegna personale dell'imperatore
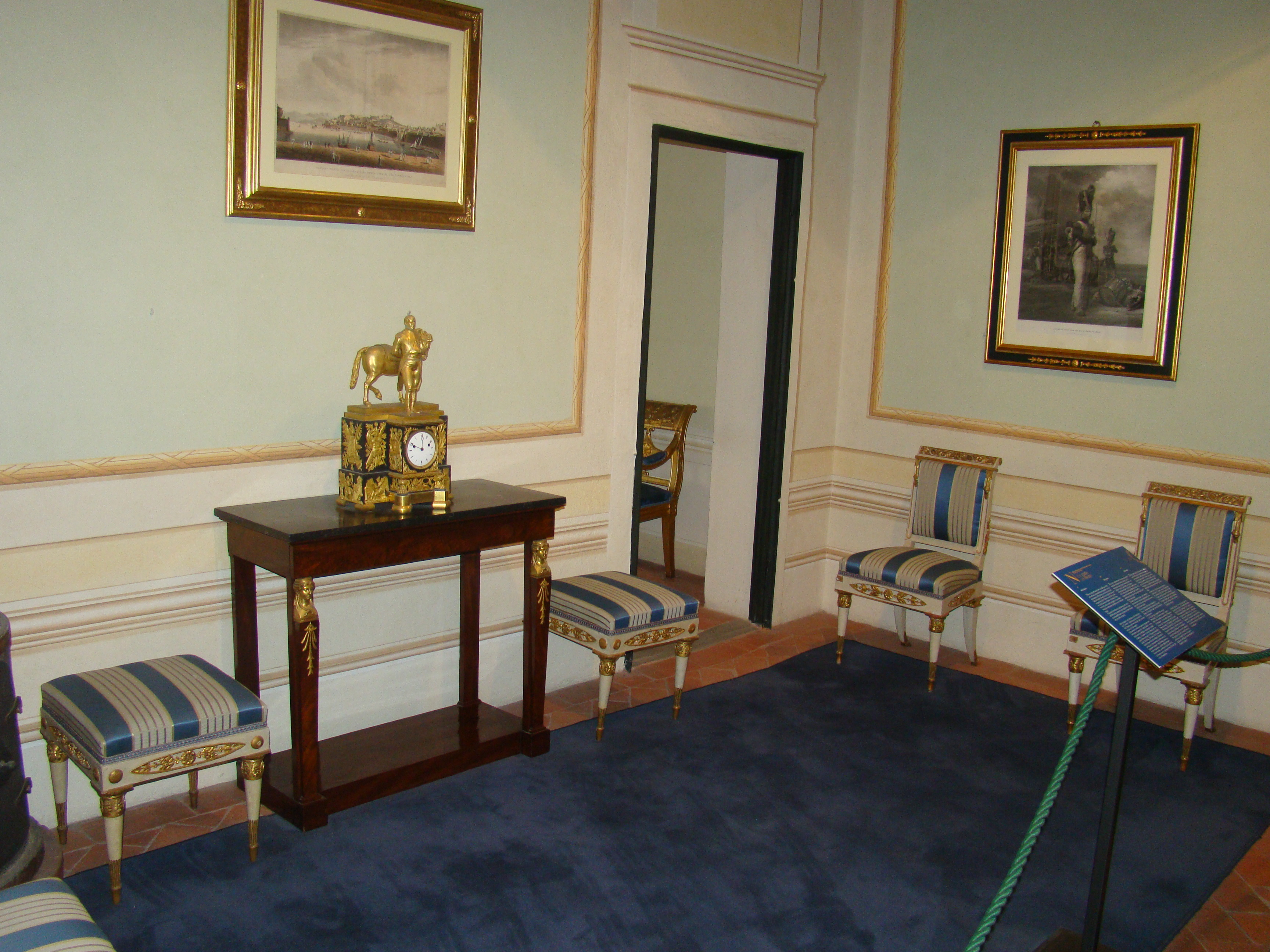
Anticamera

### Primo piano

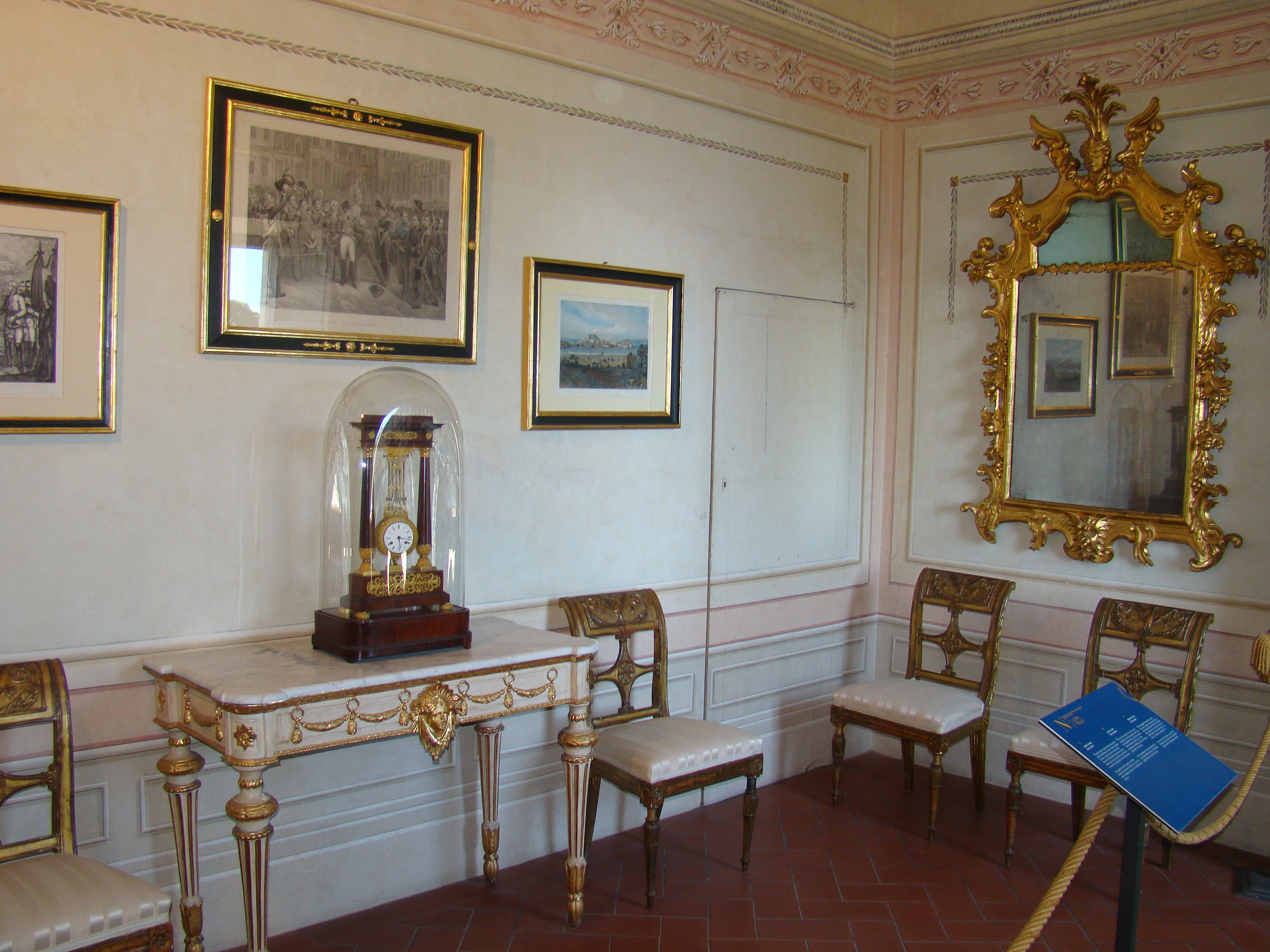
Vestibolo

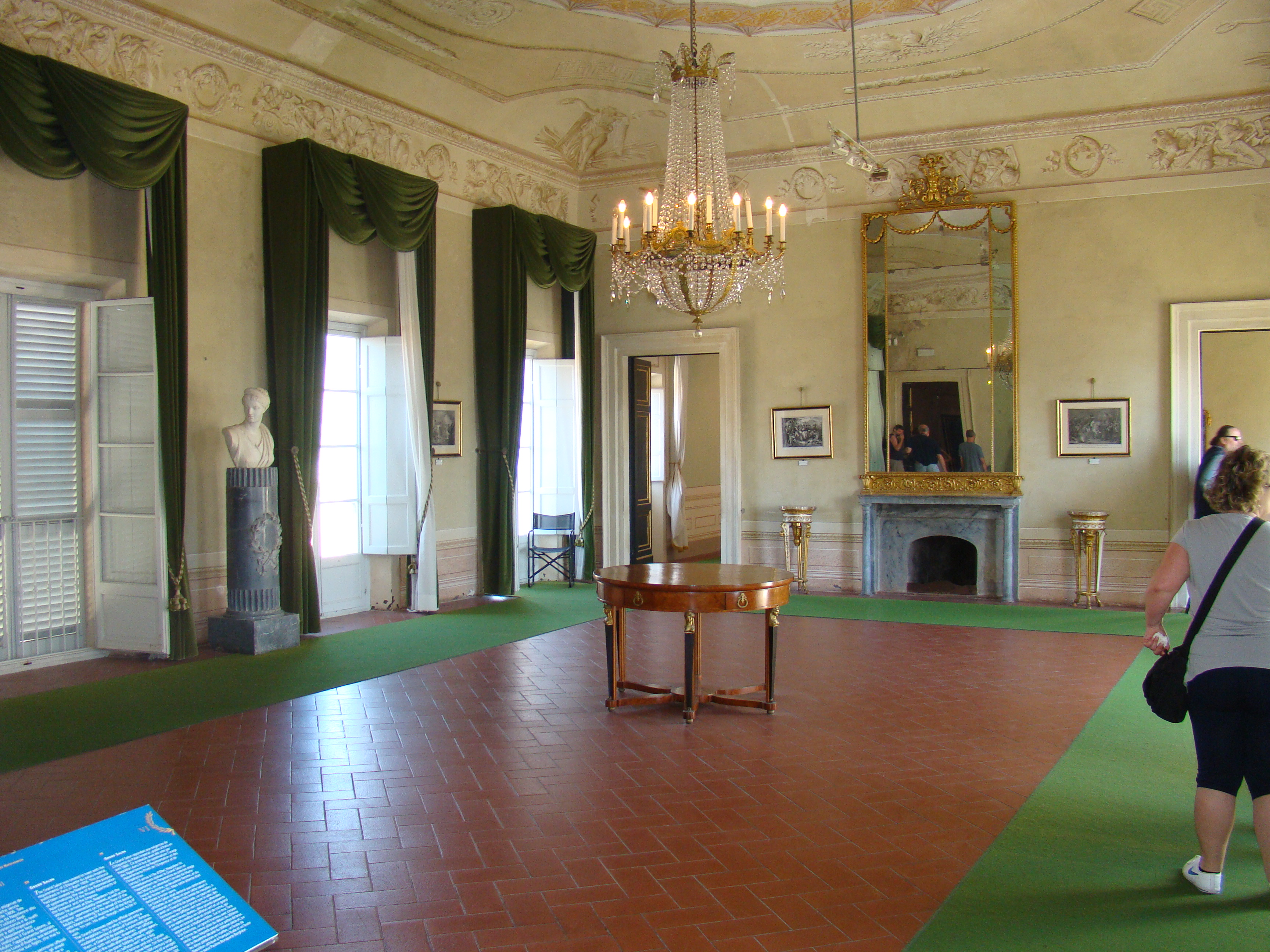
Salone delle feste

Al piano superiore si trova il vestibolo, dove su una console di manifattura toscana, con gambe a forma di fasci littori legati da nastri intrecciati e databile ai primi anni del secolo XIX, poggia una specchiera in stile neobarocco con esuberanti intagli in legno dorato. L'orologio raffigurante Napoleone fu realizzato probabilmente durante il periodo dell'Impero, per celebrarne le glorie militari, come farebbero supporre i trofei d'armi posti nella base. Notevole, inoltre, l'armadio in mogano con pianta a mezzaluna e applicazioni in ottone del primo Ottocento. Nell'angolo a destra, la testa femminile ispirata alla Danzatrice con le mani sui fianchi, celebre opera di Antonio Canova oggi all'Ermitage di San Pietroburgo.
L'ampio Salone delle feste, che si affaccia sul giardino della palazzina offrendo una splendida vista del canale di Piombino, reca nella volta interessanti decorazioni. Nel soffitto, al centro di un velario riccamente bordato, si inscrivono tre ghirlande vegetali percorse da un'asta dorata. Vittorie alate, armi e trofei allegorici ripropongono i motivi consueti al gusto dell'epoca. Al lampadario, di manifattura francese in puro stile Impero, fanno da contorno gli eleganti arredi tra cui spicca il letto a baldacchino in legno di mogano, con colonne coronate da capitelli su cui poggiano cigni dorati e ricco cortinaggio in seta rossa con frange dorate. L'attuale allestimento del salone riflette quanto documentato dal Mobilier – elenco degli arredi presenti nella residenza – redatto nel 1814. Da notare i due tripodi lombardi anch'essi di struttura classicheggiante. Nella parete di fronte si trova una specchiera italiana con cimasa a forma di sirena alata tra due ampie volute di foglie d'acanto risalente ai primi decenni dell'Ottocento.
Si notino, infine, i due busti posti su piedistalli in pietra, raffiguranti Napoleone I, attribuito a François Rude, che ripropone la consueta iconografia “romantica” del giovane generale, e Paolina Borghese. Il salone, che durante il soggiorno napoleonico era destinato alle cerimonie ufficiali, raccoglieva alcune vedute ispirate all'Egitto, tema particolarmente caro all'imperatore.

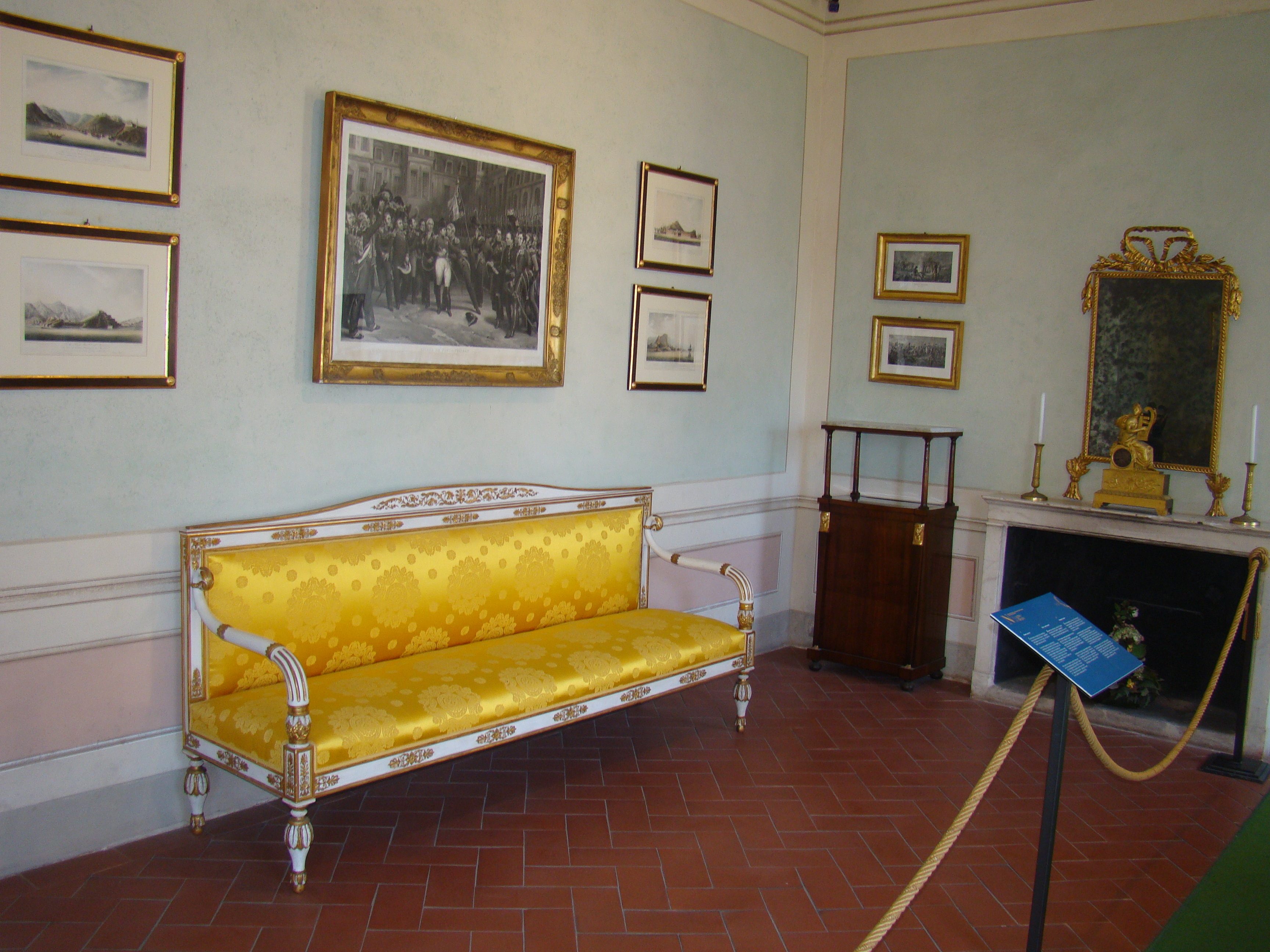
Budoir
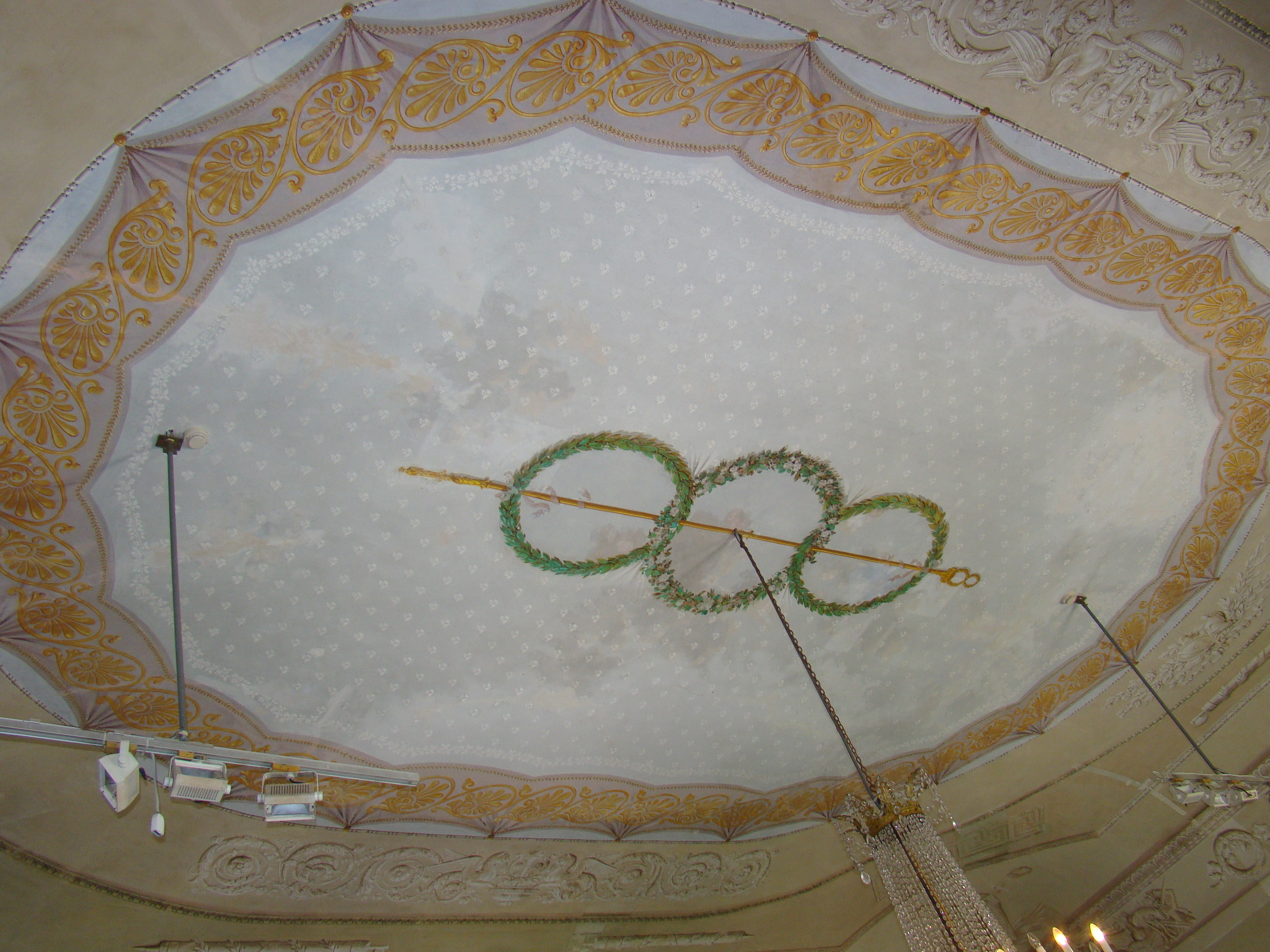
Velario del soffitto della sala delle feste
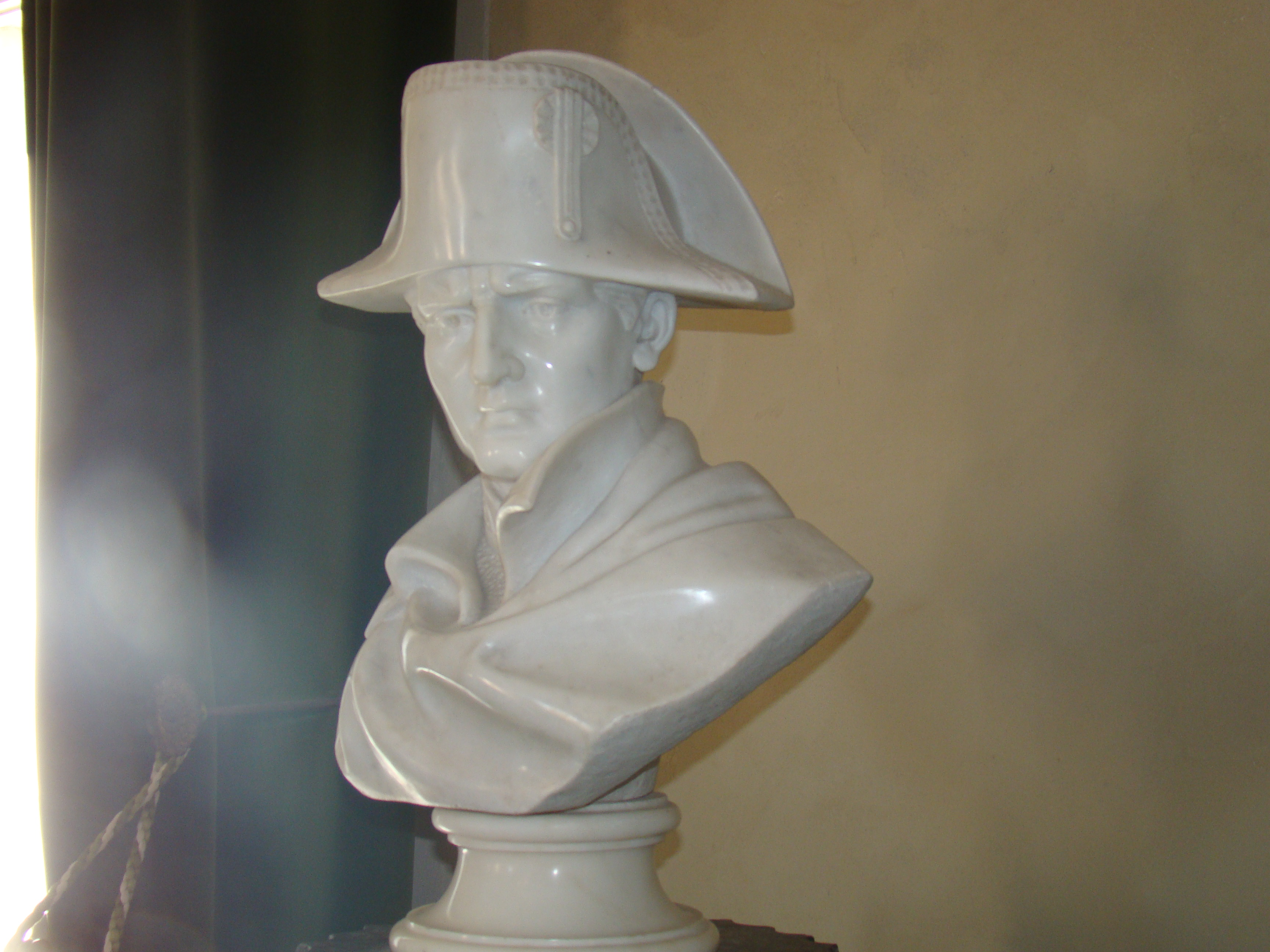
Busto di Napoleone
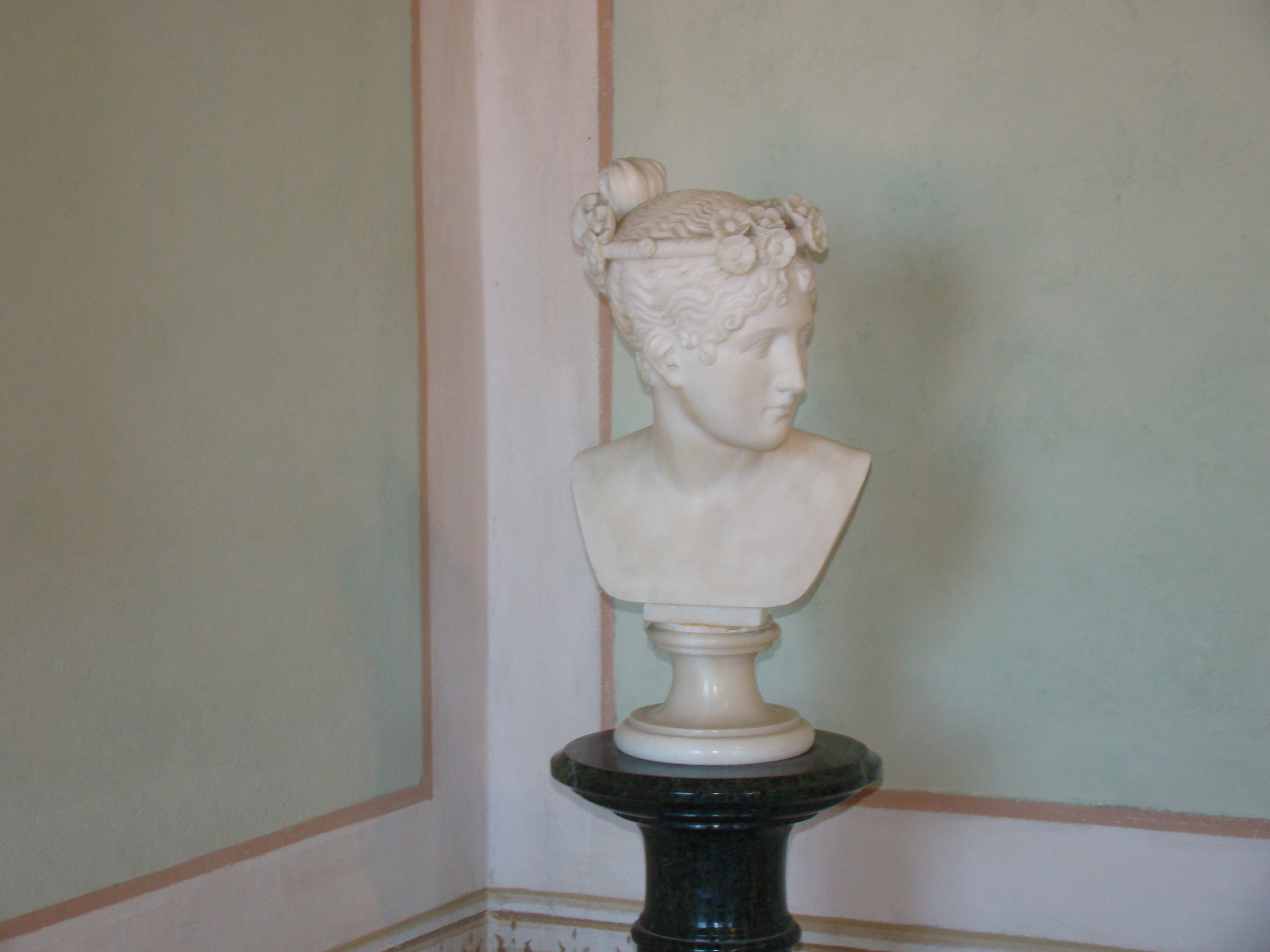
Busto della Danzatrice da Canova

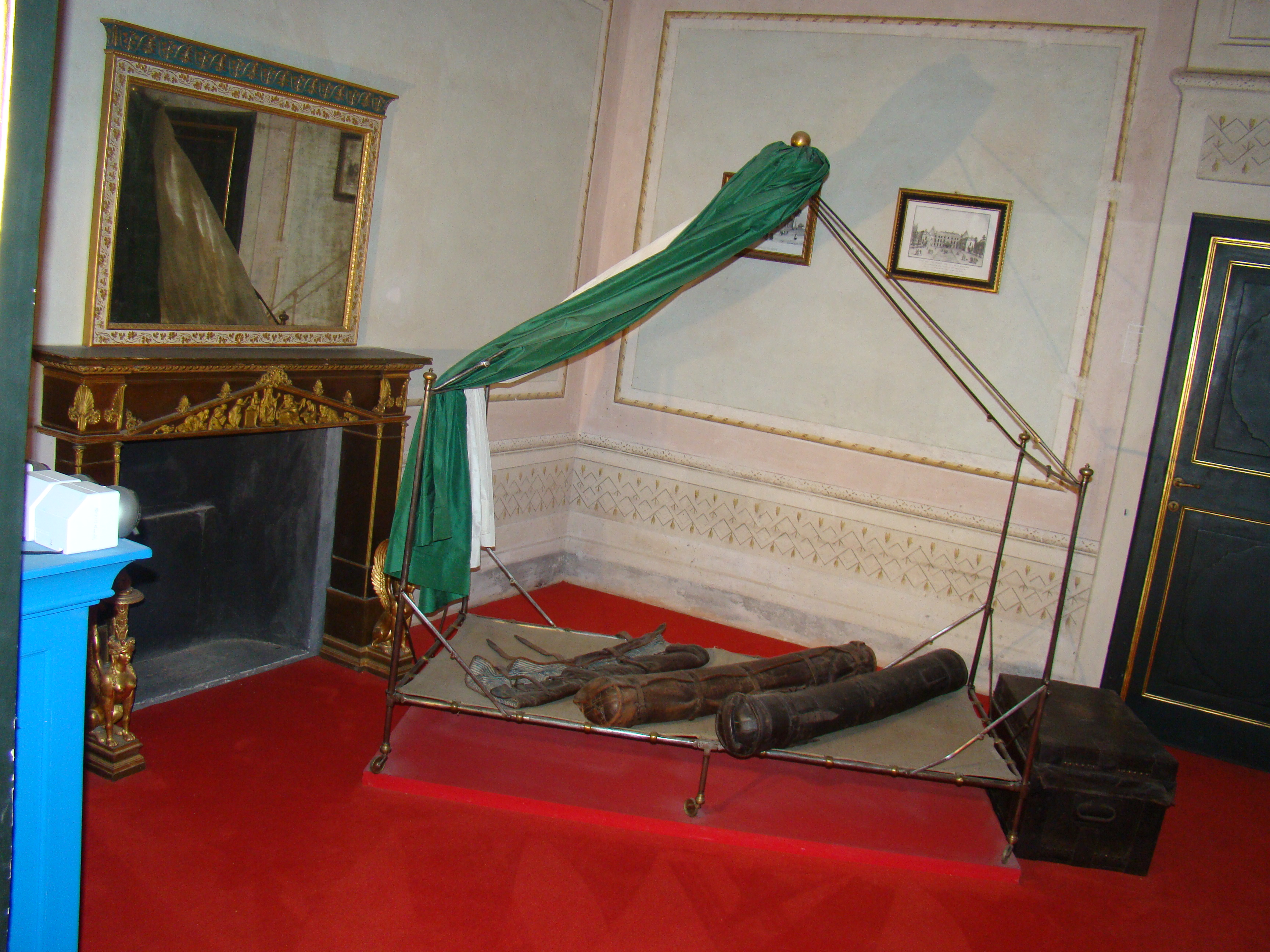
Sala del letto da campo

Si passa poi alla parte della casa abitata dalla sorella dell'imperatore, dove oltre ai mobili Impero sono esposte alcune opere appartenenti alla Pinacoteca Foresiana di Portoferraio. Alle pareti alcuni dipinti di varie epoche, tra i quali si segnala il Ritratto di Mario Foresi. A Foresi si deve la ricca collezione di opere d'arte e libri oggi conservata, oltre che nelle residenze napoleoniche, nell'omonima biblioteca e pinacoteca.
Il boudoir della principessa accoglie l'Autoritratto di Elisabeth Vigèe Le-Brun, replica del noto dipinto degli Uffizi, e il Ritratto del conte Filippo de Andreis di scuola lombarda. Posto su una colonnetta, il capriccioso Ritratto femminile con maschera, in alabastro. Gli arredi presentano motivi a palmette dorate su fondo bianco spesso utilizzati dagli artigiani lombardi di primo Ottocento mentre lo specchio, di manifattura toscana, presenta decori a candelabro sulle paraste laterali e un trofeo nel frontone centrale di gusto neoclassico.
Proseguendo la visita, attraversando di nuovo il Salone si incontra la Sala del lettino da campo nella quale è collocato un letto da campo realizzato per Napoleone. Si tratta di un modello in ferro e ottone con un piccolo baldacchino reggi-zanzariera pieghevole, pensato per essere trasportato con facilità e montato e smontato velocemente. Bonaparte, dalle abitudini improntate alla rigorosa vita militare, recò con sé diversi letti da campo sui quali trascorse più di una notte, specie nel primo periodo del suo insediamento nell'isola.
Si noti, inoltre, il camino che riprende tipici stilemi di gusto Impero sormontato dalla specchiera detta caminiera con cimasa con rami di foglie intrecciate e, al centro, una conchiglia.

### Piano terra, seconda parte

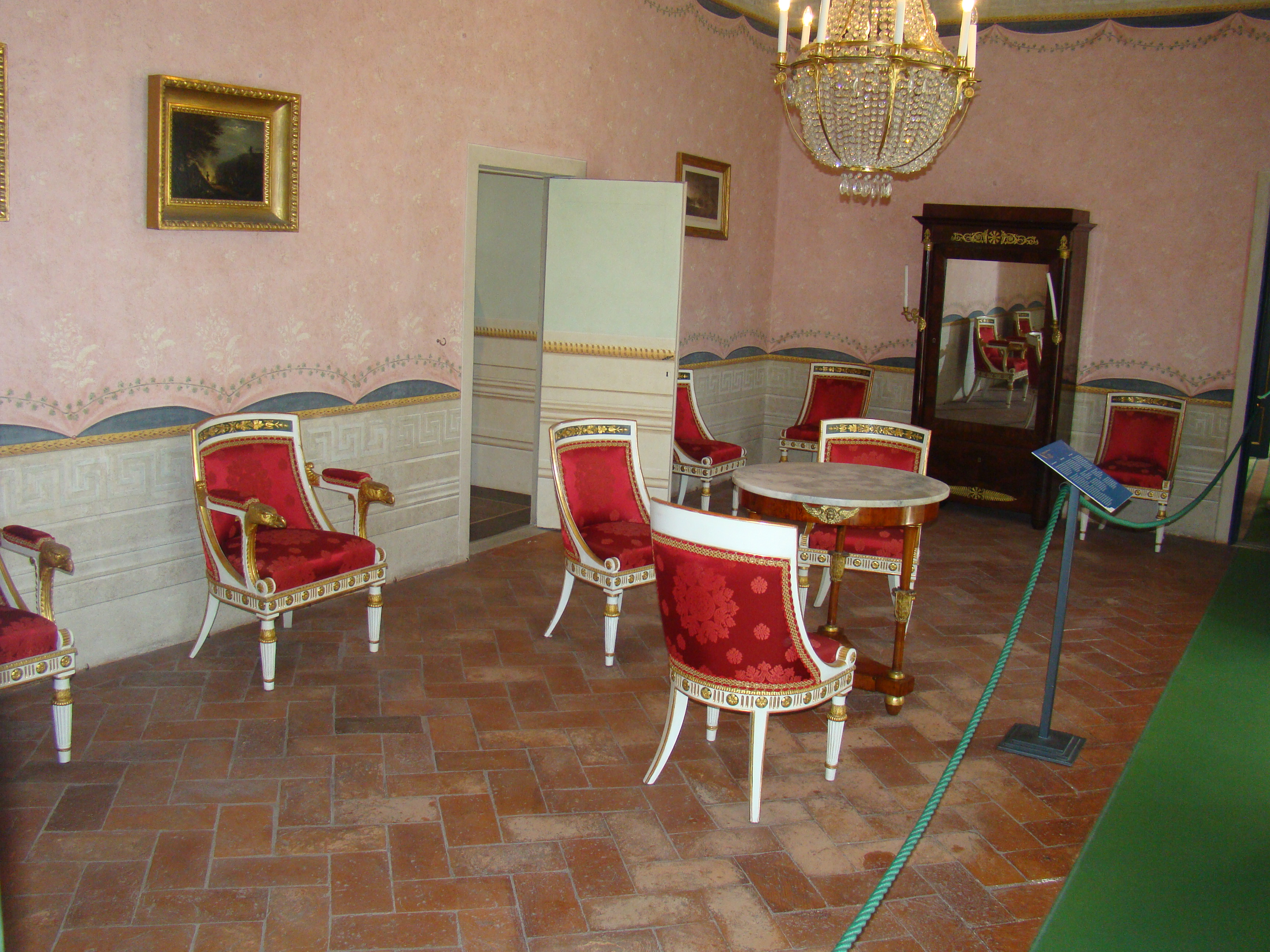
Salone dell'imperatore

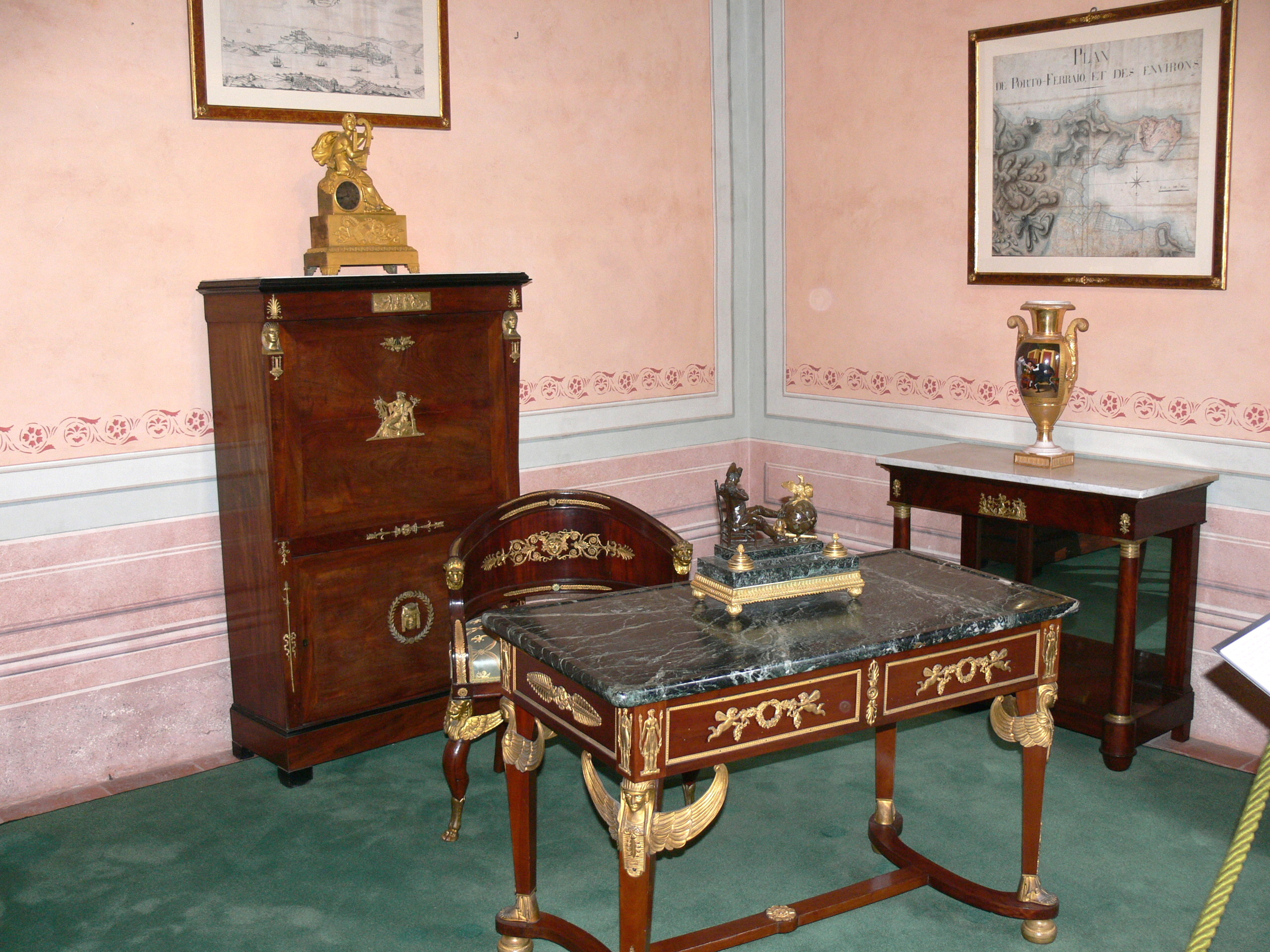
Gabinetto dell'imperatore

Scendendo nuovamente a piano terra, si incontra una nicchia dove sono raccolti alcuni cimeli ispirati al mito napoleonico tra cui una tazzina da caffè con la celebre iniziale dorata e un cammeo con il profilo miniato dell'imperatore. Gli oggetti, provenienti da una collezione privata elbana, derivano con buona probabilità dalla raccolta Demidoff.
Segue la Camera dei valletti, dove sono esposti piatti e stoviglie in terraglia (fine ceramica a corpo bianco) che testimoniano un aspetto della vita quotidiana dell'imperatore. Ai lati, due armadietti ottocenteschi di manifattura francese recanti una decorazione a rilievo con un putto tra fiori. Alle pareti stampe raffiguranti la baia e la rada di Portoferraio che attestano l'interesse dei viaggiatori per l'isola, sviluppatosi proprio dagli anni del soggiorno napoleonico.
L'arioso Salone dell'imperatore, decorato da intonaci originali che simulano, secondo il gusto dell'epoca, il motivo del velario con una tenda rosa fittamente adornata da fiori, è arredato da un elegante salotto realizzato verso la metà dell'Ottocento con motivi che riprendono elementi stilistici tipici del neoclassico lucchese. Gran parte dei mobili conservati in questa stanza proviene dalla Collezione Foresiana dove arredava la Sala dei cimeli napoleonici. Alle pareti due dipinti racchiusi da cornici dorate di Antonio Morghen. I dipinti, databili intorno al secondo decennio dell'Ottocento, raffigurano soggetti ispirati alle campagne militari napoleoniche. L'elegante portavaso a canestra traforata è sostenuto da figure alate inginocchiate e decorato da motivi tipici dello stile Impero francese.
Infine troviamo il Gabinetto dell'imperatore che è arredato con recenti acquisti ministeriali.

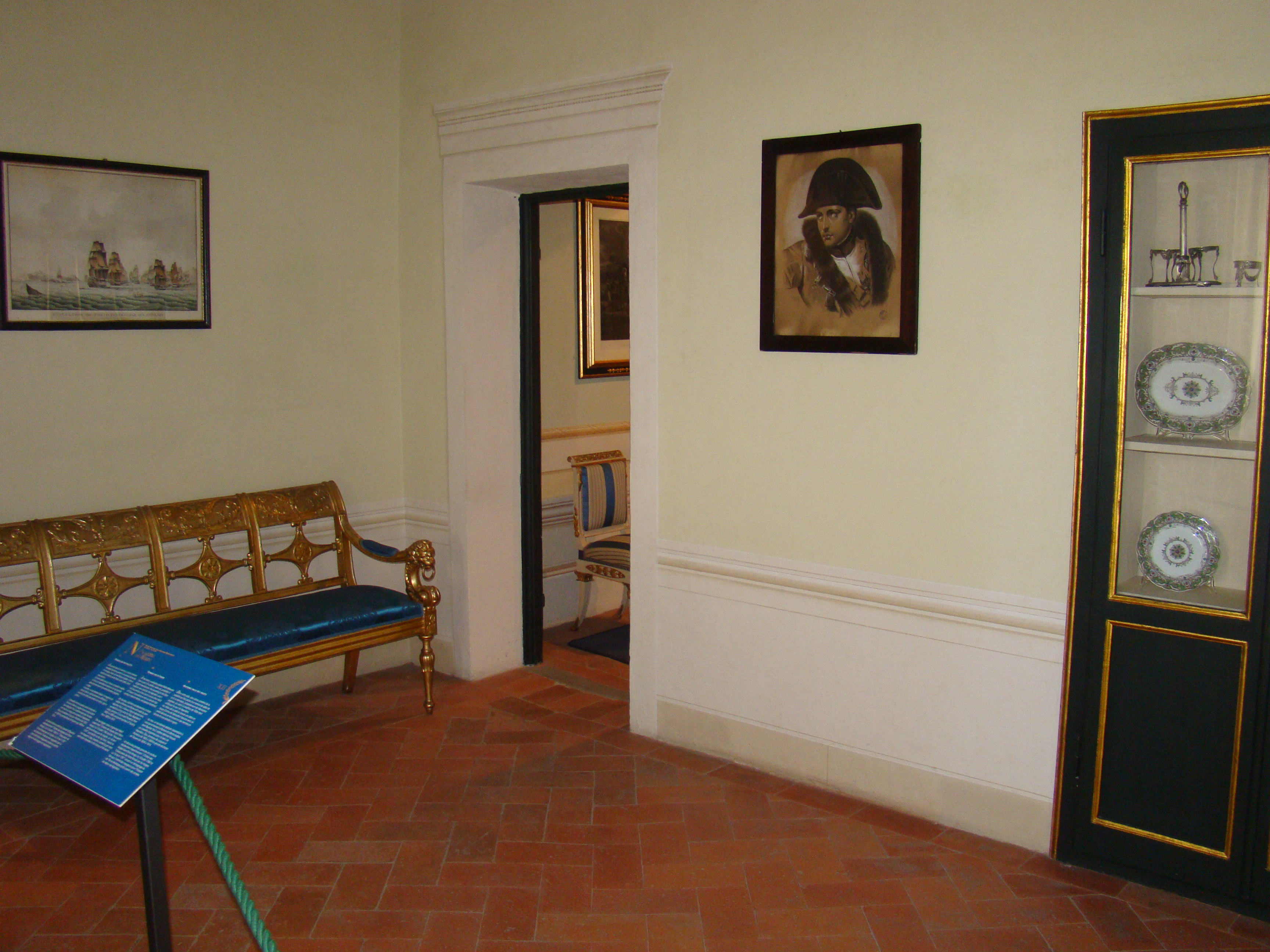
Sala dei Cimeli
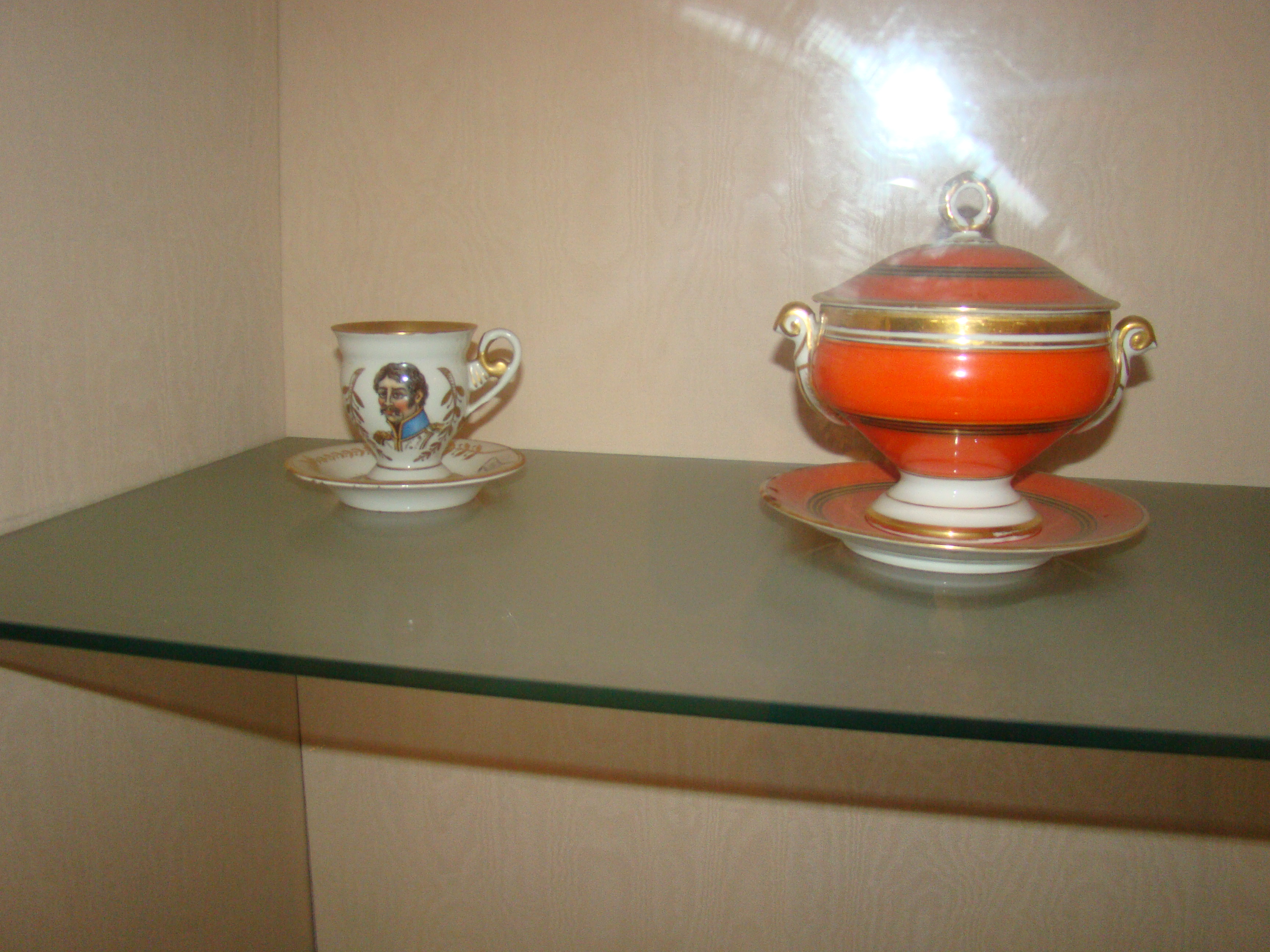
Cimeli di Napoleone con la tazzina da caffè
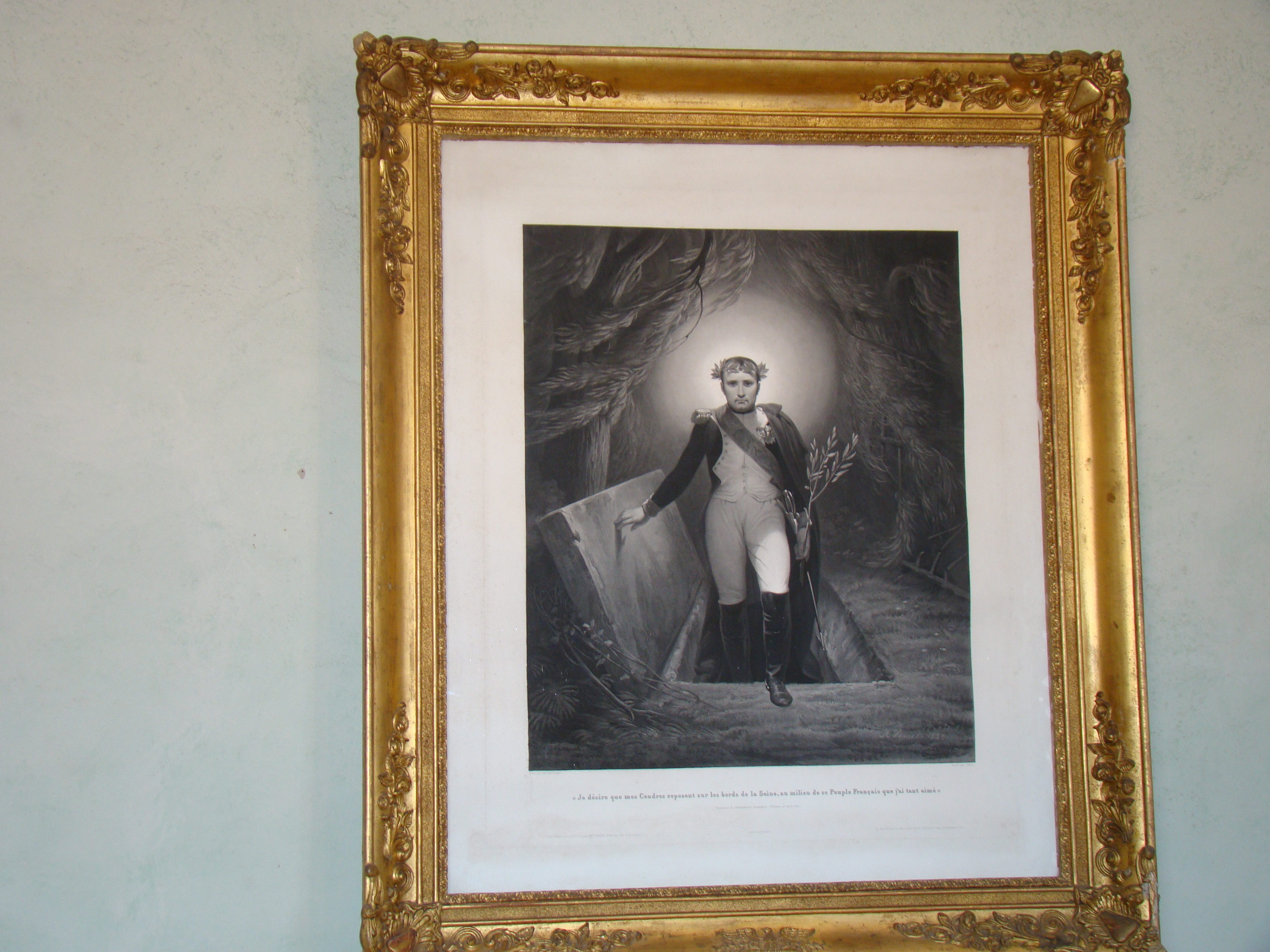
Napoleone risorto, in una stampa dell'epoca
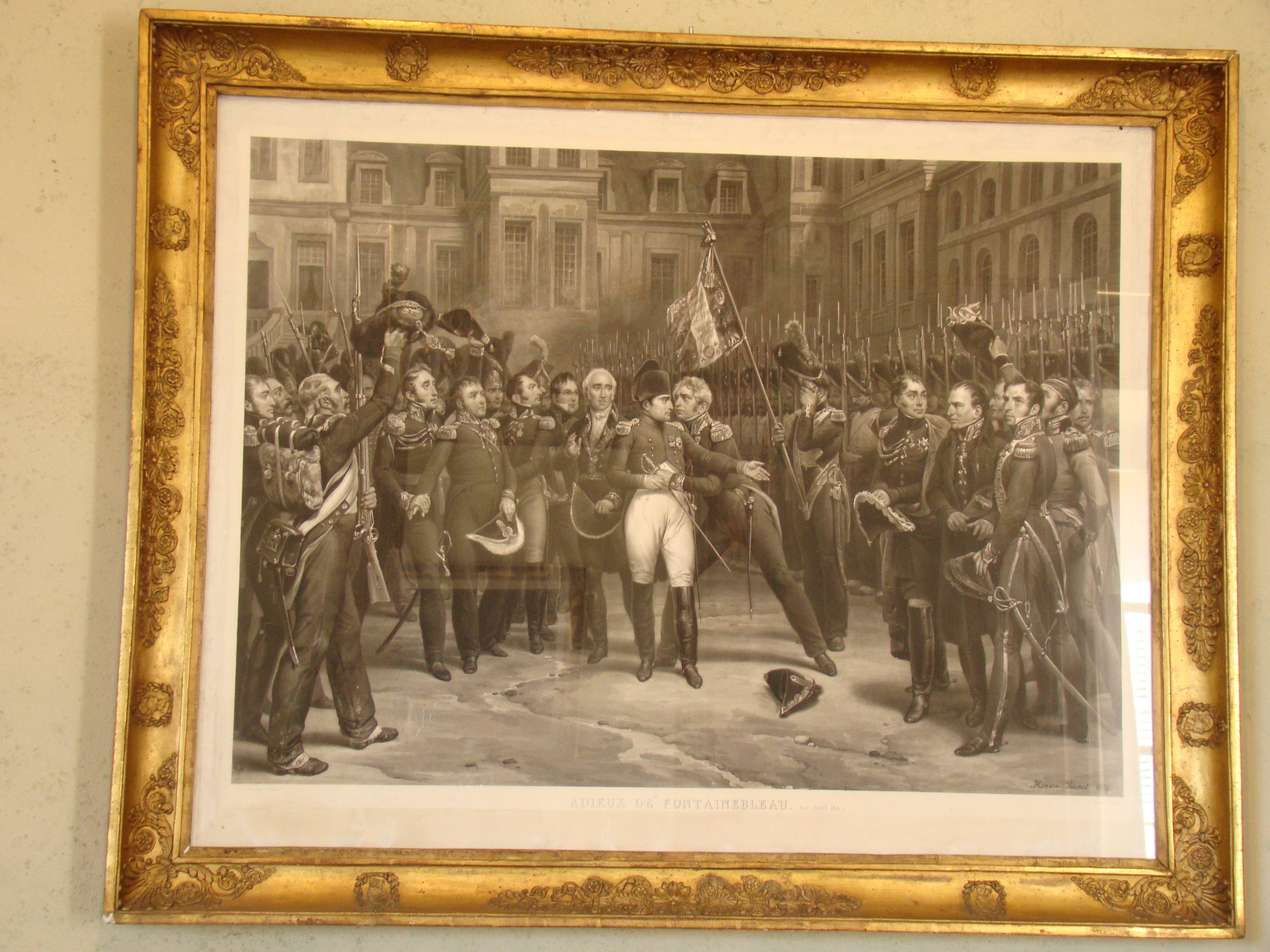
Adieux de Fontainebleau

### Giardino

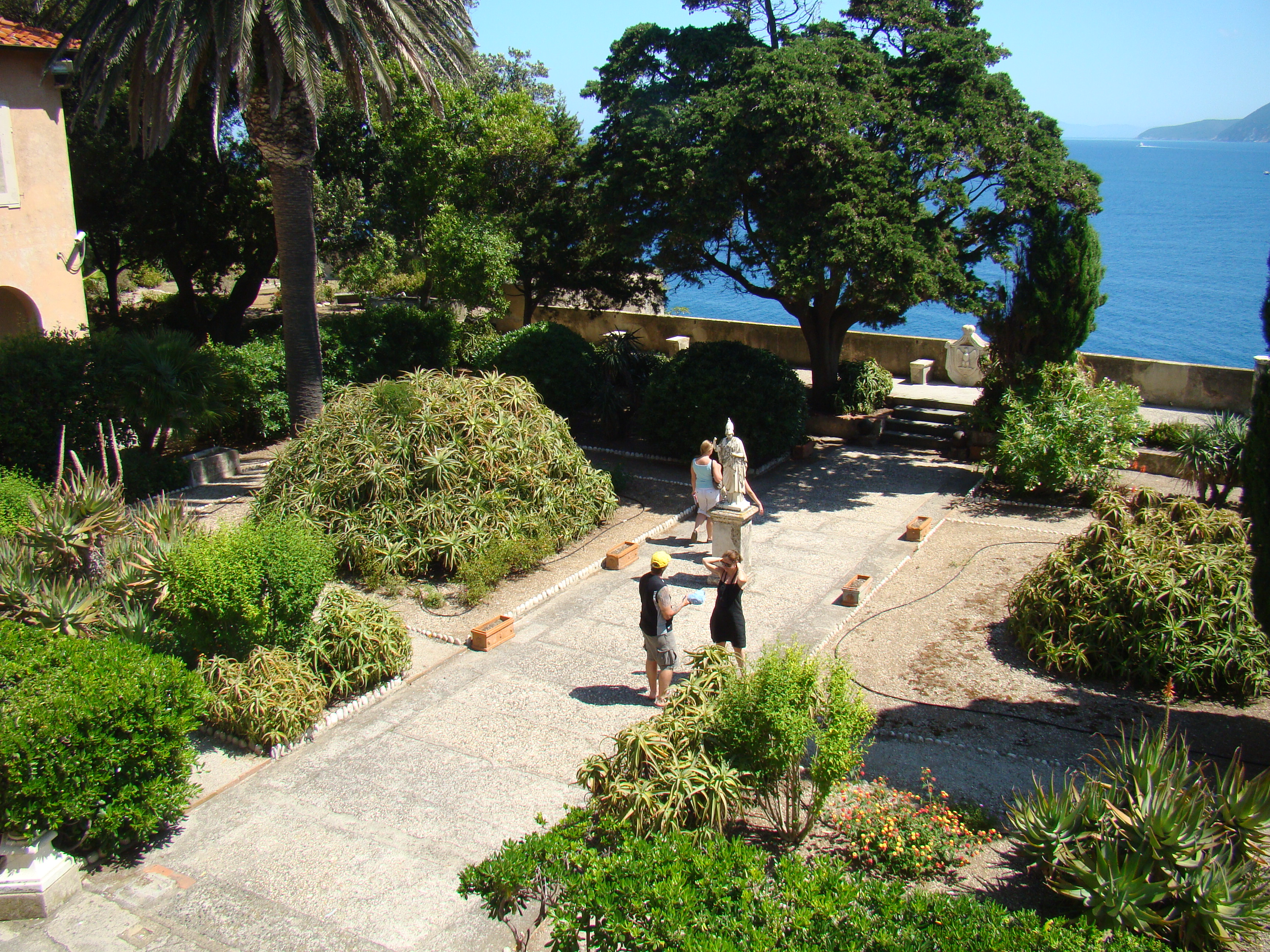
Giardino

Nei giardini esterni l'imperatore passava gran parte delle sue giornate. Qui si possono ammirare lo stemma in marmo che sormontava la Porta a Mare di Portoferraio, e la statua, anch'essa in marmo, raffigurante Minerva.
Durante la permanenza dell'imperatore il giardino dovette apparire particolarmente lussureggiante e profumato per la presenza di piante di aranci, limoni e altre essenze che la principessa Paolina portò con sé da Napoli.
Verso il centro della scogliera sottostante si trova il Bagno di Napoleone, profonda spaccatura che il mare si è aperto a viva forza nella durissima roccia, prescelta dall'imperatore per farvi il bagno.
In passato un piccolo sentiero conduceva a questa località che mostra ancora traccia di piccoli approdi per barche a remi con le quali era possibile allontanarsi dall'isola all'insaputa di tutti.

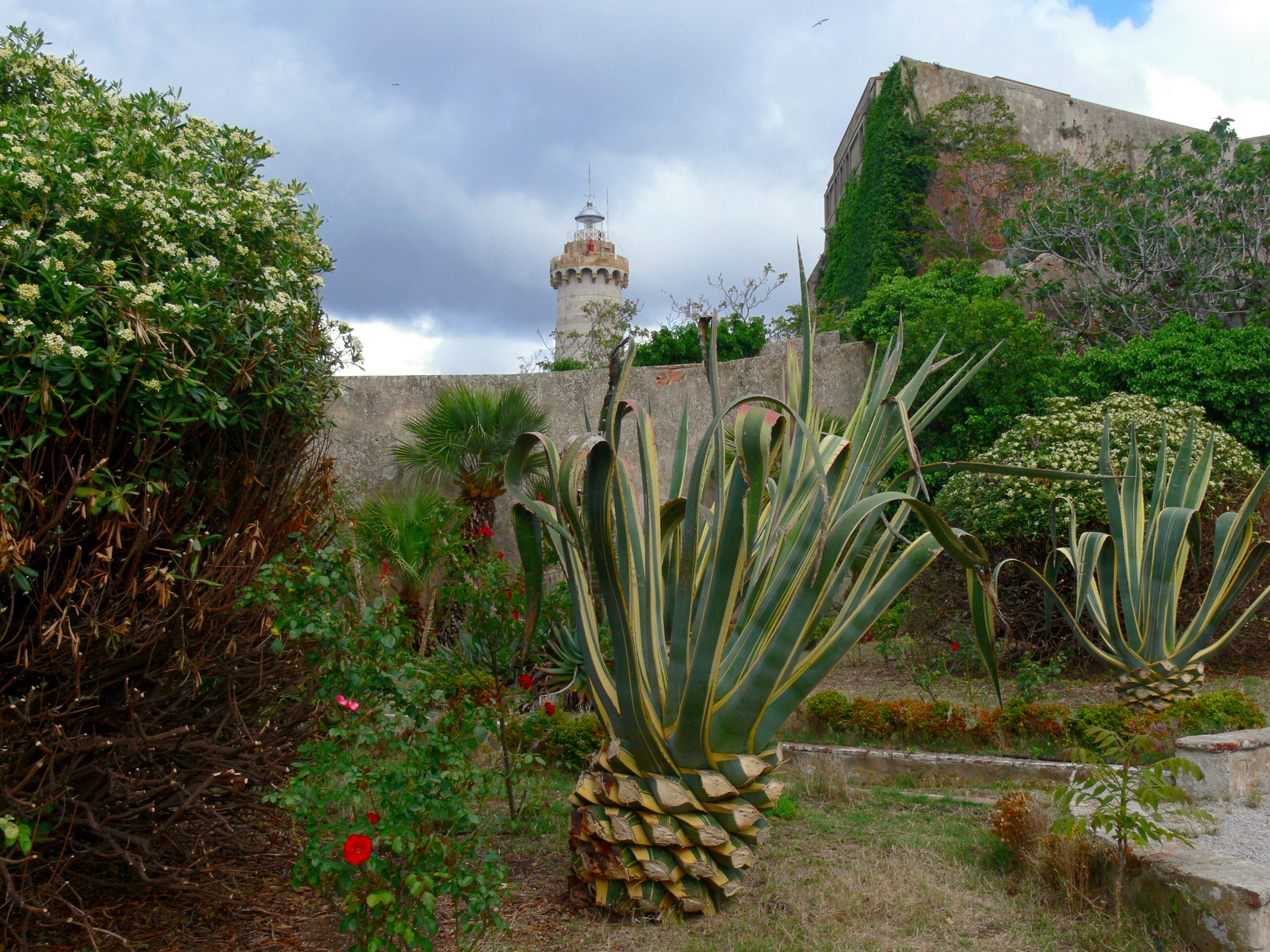
Giardino
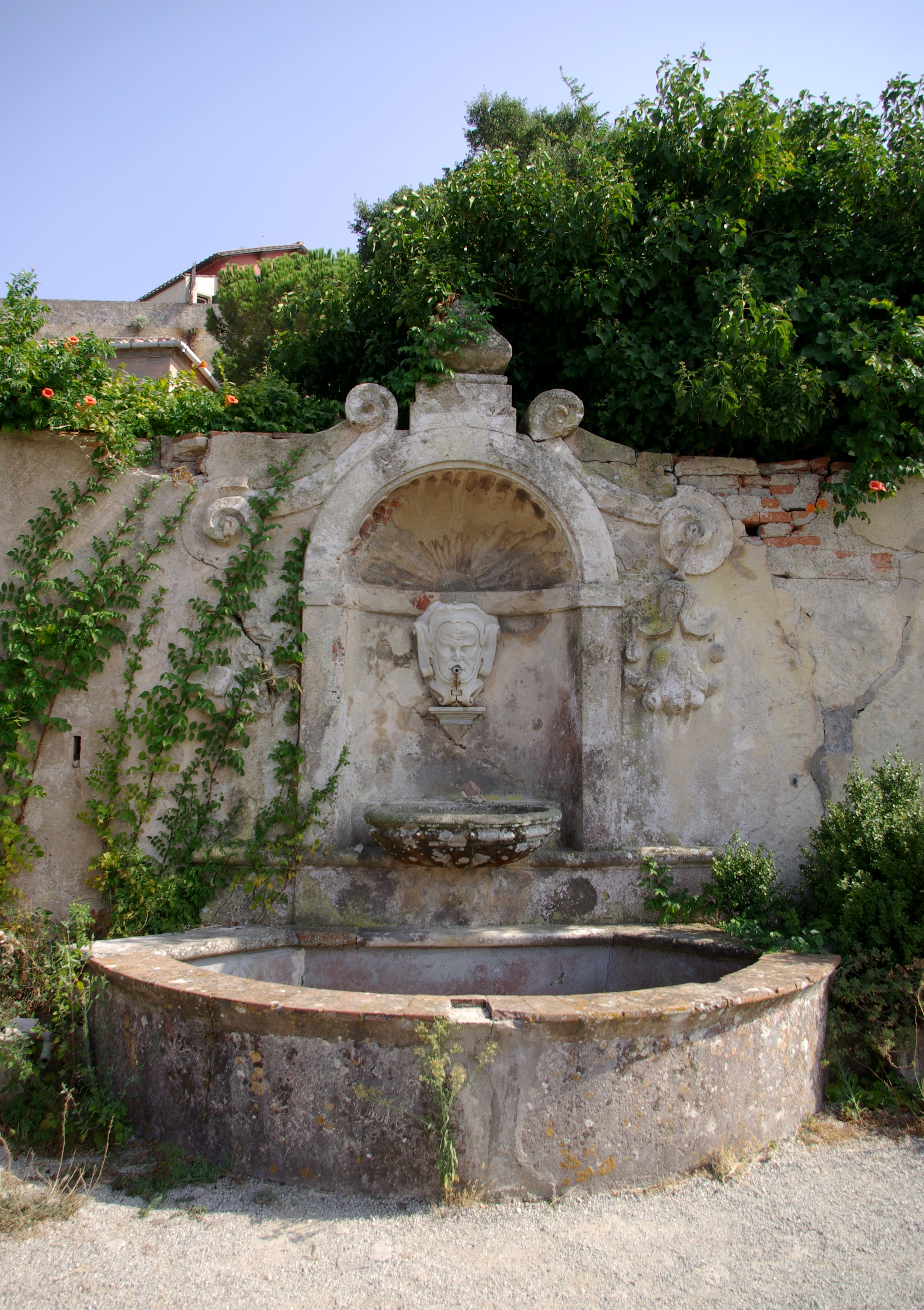
Fontana
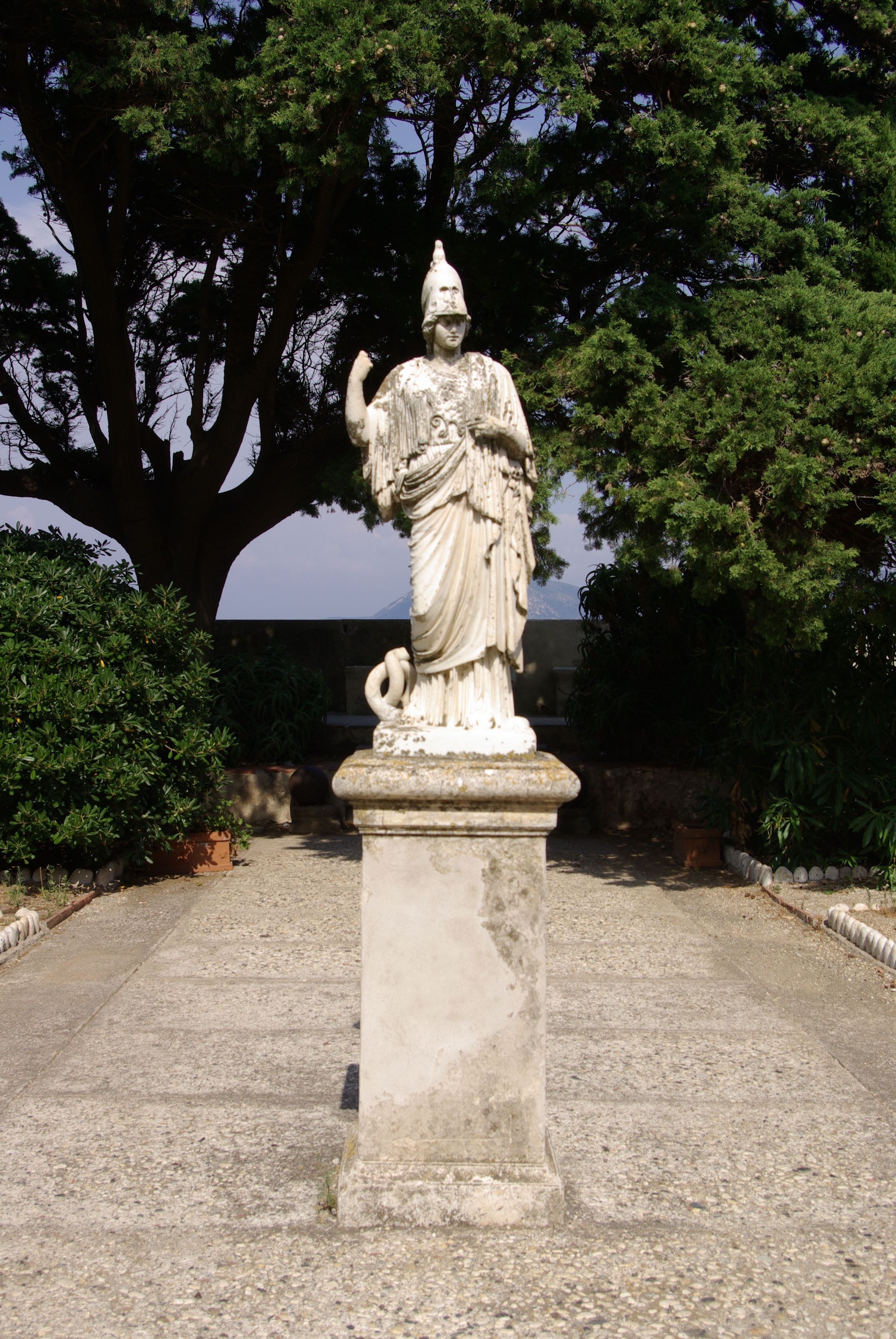
La Minerva
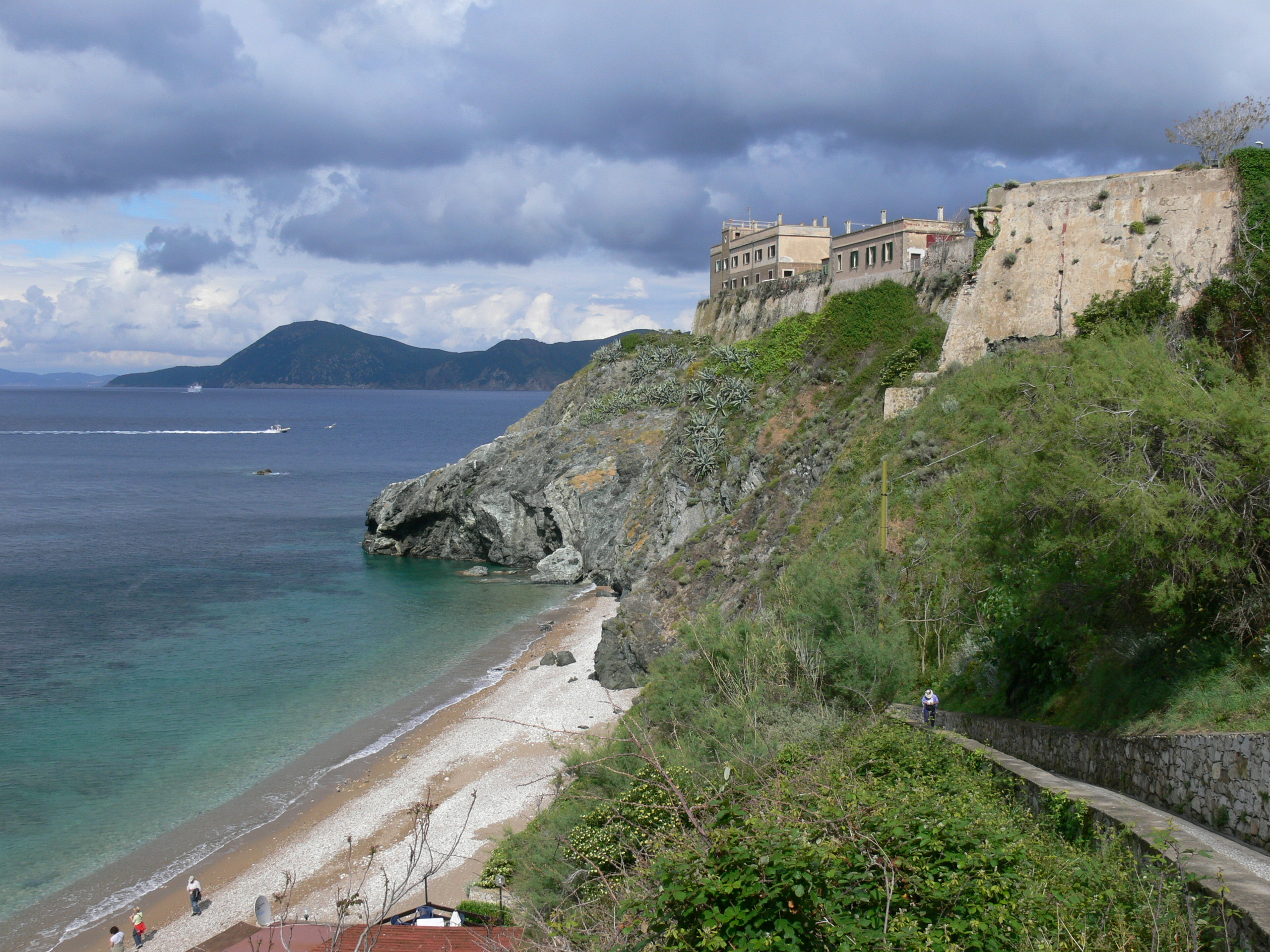
Bagno dell'imperatore

## Mostre
- “ Napoléon, Joséphine, Marie-Louise. Politica e sentimenti, 1809-1814, lettere e mémoires” è una mostra curata da F. Vangelisti che si è tenuta dal 2 maggio al 31 ottobre 2000.

- La mostra “Napoleone e i suoi Generali a colore”, nel 2011, ha presentato 44 figure di Napoleone, i suoi Generali ed i suoi Marescialli: sono oggetti in porcellana che, tra busti e modelli interi dai 25 ai 32 centimetri di altezza, costituiscono una preziosa testimonianza del mito che circonda da sempre l'Imperatore francese.